# 富士山
富士山（ふじさん）は、日本の活火山である。標高は3775.56 m、山体の最高地点は3776.12 mで、日本最高峰（剣ヶ峰）の独立峰で、その優美な風貌は日本国外でも日本の象徴として広く知られている。山梨県（富士吉田市、南都留郡鳴沢村）と静岡県（富士宮市、富士市、裾野市、御殿場市、駿東郡小山町）に跨る。
数多くの芸術作品の題材とされ芸術面のみならず、気候や地層など地質学的にも社会に大きな影響を与えている。懸垂曲線の山容を有した玄武岩質成層火山で構成され、その山体は駿河湾の海岸まで及ぶ。
古来霊峰とされ、特に山頂部は浅間大神が鎮座するとされたため、神聖視された。噴火を沈静化するため律令国家により浅間神社が祭祀され、浅間信仰が確立された。また、富士山修験道の開祖とされる富士上人により修験道の霊場としても認識されるようになり、登拝が行われるようになった。これら富士信仰は時代により多様化し、村山修験や富士講といった一派を形成するに至る。現在、富士山麓周辺には観光名所が多くある他、夏季シーズンには富士登山が盛んである。
日本三名山（三霊山）、日本百名山、日本の地質百選に選定されている。また、1936年（昭和11年）には富士箱根伊豆国立公園に指定されている。その後、1952年（昭和27年）に特別名勝、2011年（平成23年）に史跡、さらに2013年（平成25年）6月22日には関連する文化財群とともに「富士山-信仰の対象と芸術の源泉」の名で世界文化遺産に登録された。

## 名称

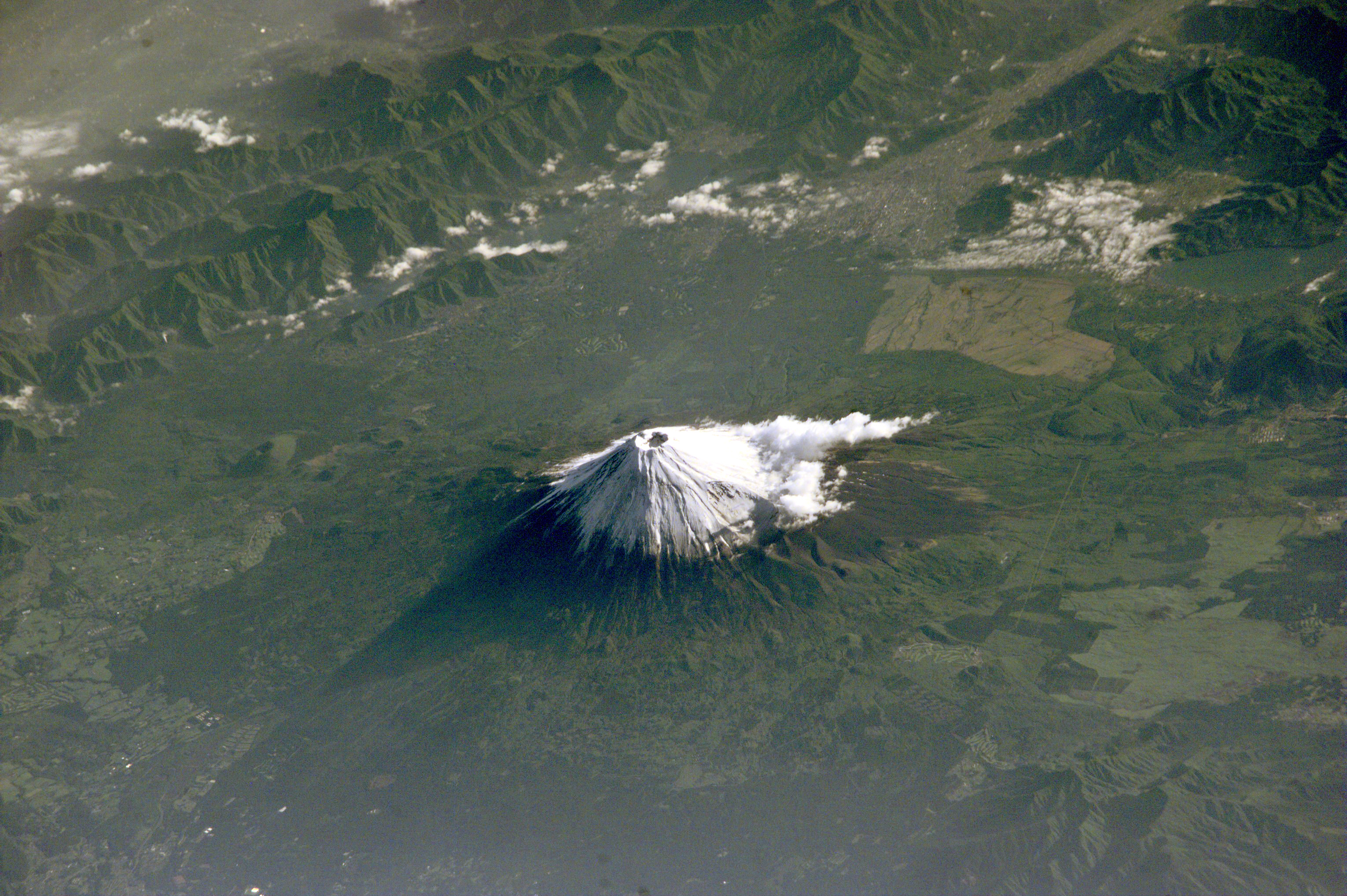
国際宇宙ステーションから見た春の富士山

### 語源
富士山についての最も古い記録は『常陸国風土記』における「福慈岳」という語であると言われている。他にも多くの呼称が存在し、不二山もしくは不尽山と表記する古文献もある。また、『竹取物語』における伝説もある。「フジ」という長い山の斜面を表す大和言葉から転じて富士山と称されたという説もある。近代以降の語源説としては、宣教師バチェラーは、名前は「火を噴く山」を意味するアイヌ語の「フンチヌプリ」に由来するとの説を提示した。しかし、これは囲炉裏の中に鎮座する火の姥神を表す「アペフチカムイ」からきた誤解であるとの反論がある。その他の語源説として、マレー語説、マオリ語説、原ポリネシア語説がある。
明確に「富士山」と表記される過程においては駿河国に由来するとするものがあり、記録としては都良香の『富士山記』に「山を富士と名づくるは、郡の名に取れるなり」とある。

### 富士山にちなむ命名
富士山が日本を代表する名峰であることから、日本の各地に「富士」の付く地名が多数存在している。富士山麓では静岡県に富士市や富士宮市、富士郡、山梨県に富士吉田市や富士河口湖町、富士川町（静岡県庵原郡にもあった町名である (富士市に編入されている) ）がある。他によくあるものとして富士山が見える場所を富士見と名づけたり（例：埼玉県富士見市）、富士山に似ている山（主に成層火山）に「富士」の名を冠したりする例（信濃富士など）がある。日本国外に移住した日本人たちも、居住地付近の山を「○○富士」と呼ぶことがある。
全国各地には、別称を含めて少なくとも340座と言われる「富士」と名の付く山があり、それらを「郷土富士」と呼ぶ。
地名以外にも「富士」を冠した名称は多く存在する。
また、異名として「芙蓉峰」（ふようほう）「富嶽」（ふがく）とも言う。
小惑星 (3996) Fugakuは富嶽にちなんで命名された。
理化学研究所・計算科学研究センターが擁するフラッグシップスーパーコンピュータ「富岳」は、富士山の最高峰としての性能の高さと、すそ野の広さとしての汎用性の象徴として命名された。

## 富士山の標高
富士山は独立峰でよく目立ち、日本の最高峰であることからその高さが注目されてきた。福田履軒が観測する以前の認識としては、『月刈藻集』に「直立25町」（2750 m）、『塵塚物語』に「96町あり」（1万560 m）と諸説見られた。

### 標高計測の歴史
以下は、江戸時代からの富士山の標高計測の経緯である。
明治初期までに測量された富士山の高さ
| 時代     | 測定年 | 測定者               | 測定法または器械       | 結果/m | 備考                                                                                           |
| -------- | ------ | -------------------- | ---------------------- | ------ | ---------------------------------------------------------------------------------------------- |
| 江戸時代 | 1727   | 福田履軒（福は示偏） | 三角法                 | 3895.1 | 『明治以前日本土木史』によれば、測定者は、福田履軒（福は示偏）、高さは3885.96 m となっている。 |
| 江戸時代 | 1803   | 伊能忠敬             | 三角法                 | 3927.7 |                                                                                                |
| 江戸時代 | 1826   | シーボルト           | セキスタント           | 3793   | セキスタント：六分儀                                                                           |
| 江戸時代 | 1834   | 内田恭               | 象限儀、占気筒         | 3475.7 |                                                                                                |
| 江戸時代 | 1860   | オールコック         | 気圧計                 | 4322   | ※測定法は＜鈴木、1998＞による                                                                  |
| 江戸時代 | 1860   | ファガン             |                        | 3987   |                                                                                                |
| 江戸時代 | 1860   | ウィリアム           | 気圧計                 | 3266   | ※測定法は＜鈴木、1998＞による                                                                  |
| 江戸時代 | 1860   | ルビェー             |                        | 3518   |                                                                                                |
| 江戸時代 | 1860   | クニッピング         | 気圧計                 | 3729   |                                                                                                |
| 明治時代 | 1874   | スチュワート         | オムニメートル         | 3769   |                                                                                                |
| 明治時代 | 1874   | フェントン           |                        | 3772   |                                                                                                |
| 明治時代 | 1874   | ファーブルブラントン |                        | 3768   |                                                                                                |
| 明治時代 | 1880   | 中村精男、和田雄次   | 気圧計                 | 3823   | メンデンホール・田中館愛橘らの富士山頂重力測定と同時に実施                                     |
| 明治時代 | 1880   | 野尻武助             | 上記の再計算           | 3812   | 温度の補正が異なる                                                                             |
| 明治時代 | 1880   | チャップリン         | 三角測量               | 3787.2 |                                                                                                |
| 明治時代 | 1880   | ライン               |                        | 3745.5 |                                                                                                |
| 明治時代 | 1880   | シュット             |                        | 3766.4 |                                                                                                |
| 明治時代 | 1880   | ミルン               |                        | 3882.3 |                                                                                                |
| 明治時代 | 1887   | 参謀本部             | 三角測量および平板測量 | 3778   |                                                                                                |

箱岩英一（2003年）:「地質ニュース」pp.23-30、2003年10月 による。
※鈴木弘道（1998年）:「Height of Mountains」、1998年9月

### 最新の標高
標高として言及されるものには、次の2つがある。

#### 三角点の標高（3775.51 m）
山岳の標高としてよく引用される。それは主な山岳の最高地点近くに三角点が設置されて、その標高が精度良く（cm単位で）計測されており、かつ国土地理院の2万5千分1地形図に標高値が記載されているからである。しかし三角点は近傍の山岳との見通しや設置位置の安定性を重視して設置されることから、山岳の最高地点に設置されるとは限らない。
富士山では、剣ヶ峰にある二等三角点「富士山」の高さが3775.51 mである。2014年4月1日付け標高改定前の数字は3775.63 mであった。

#### 山体の最高標高 (3776.12 m)
三角点の高さが必ずしも山岳の最高標高とは限らないことから、最高標高の数値が別途に計測されることがある。例えば、国土地理院は日本の主要な1003の山岳について「日本の主な山岳標高」として公表している。最高標高の地点は岩体の高さなどであって、必ずしも三角点の標高とは限らないため、「日本の主な山岳標高」での山岳標高の表示は1 m単位となっている。この「日本の主な山岳標高」によれば、富士山の高さは3776 mであり、その位置は35度21分39秒 138度43分39秒である。
2014年時点の富士山の最高地点は、剣ヶ峰にある二等三角点「富士山」の位置から北へ約12 m のところにある岩の頂上であり、二等三角点との比高は0.61 m である。したがって、この岩の標高は、3776.12 mとなり、これが富士山、および日本の最高標高である。

### 他山の標高
- 玉山（台湾）- 日本統治時代は新高山と呼ばれ、当時の日本最高峰であった。標高3952 m。
- 雪山（台湾）- 日本統治時代は次高山と呼ばれ、当時の日本で2番目に高い山であった。標高3886 m。
- 北岳 - 現在の日本で2番目に高い山。標高3193 m。
- 御嶽山 - 日本で2番目に高い火山。日本で2番目に高い独立峰とも見なされる。標高3067 m。
- 日和山 - 日本で最も低い山。標高3 m（かつて日和山は標高6.05 mあったが、2011年3月の東日本大震災の津波で削られて、標高3 mになった）。
- 天保山 - 日本で2番目に低い山。標高4.53 m。2011年3月の東日本大震災までは、日本一低い山であった。
- エベレスト - 世界最高峰。標高8848 m。
- K2 - 世界で2番目に高い山。標高8611 m。パキスタンのカラコルム山脈にある。

## 地質学上の富士山

富士山の構造図

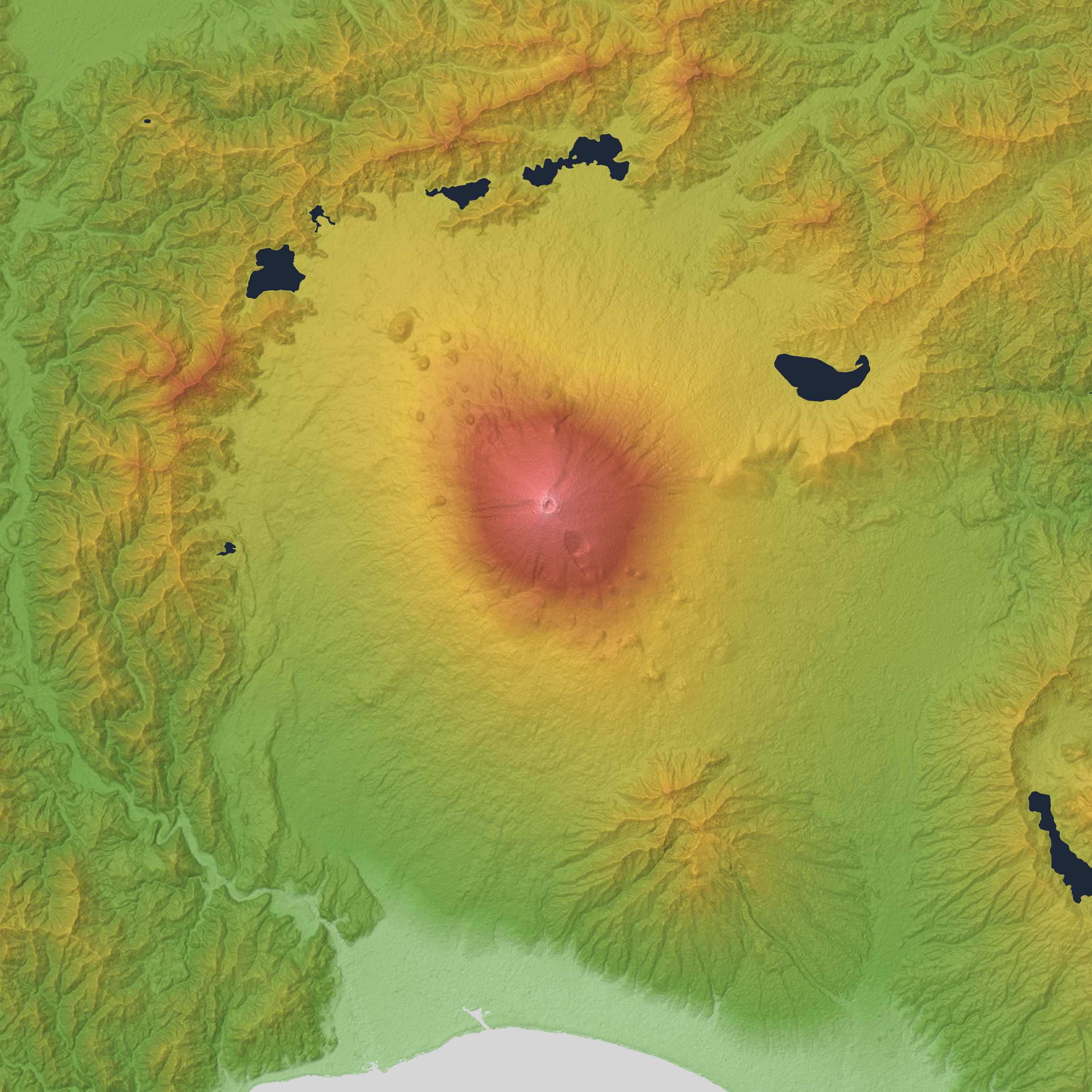
富士山周辺の地形図

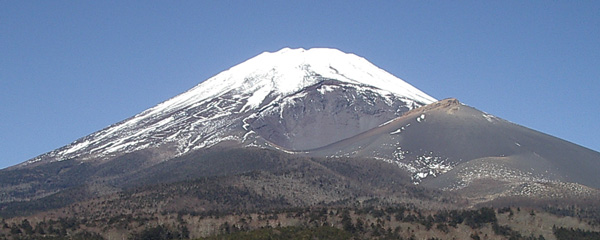
宝永山と宝永噴火口

地質学上の富士山は典型的な成層火山であり、この種の火山特有の美しい山体を持つ。
現在の富士山の山体は、大きく分けて下記の4段階の火山活動によって形成されたものだと考えられている。
- 先小御岳（せんこみたけ）火山
- 小御岳（こみたけ）火山
- 古富士（こふじ）火山
- 新富士（しんふじ）火山

この中で先小御岳が最古であり、数十万年前の更新世にできた火山である。東京大学地震研究所が2004年4月に行ったボーリング調査によって、小御岳の下にさらに古い山体があることが判明した。安山岩を主体とするこの第4の山体は「先小御岳」と名付けられた。
古富士は8万年前頃から1万5千年前頃まで噴火を続け、噴出した火山灰が降り積もることで、標高3000 m弱まで成長した。山頂は宝永火口の北側1–2 kmのところにあったと考えられている。
2009年10月に、GPSによる富士山の観測で地殻変動が確認された。これは1996年4月の観測開始以来初めてのことである。この地殻変動により最大2センチの変化が現れ、富士宮市 - 富士吉田市間で約2 cm伸びた。これはマグマが蓄積している（活火山である）表れとされている。
プレートの観点からは、ユーラシアプレート外縁部で、北アメリカプレートまたはオホーツクプレートと接するフォッサマグナ（すぐ西に糸魚川静岡構造線）に南からフィリピン海プレートが沈み込む位置であり（ほぼ、相模トラフと駿河トラフおよび伊豆・小笠原・マリアナ島弧を陸上に延長した交点）、3個のプレートの境界域（三重会合点）となっている。富士山下で沈み込んでいるフィリピン海プレートのさらに下に太平洋プレートが沈み込んでおり、富士山のマグマは、東日本にある島弧火山と同様に太平洋プレートに由来するものである。富士山の火山上の特徴には、側火山が非常に多いこと、日本の火山のほとんどが安山岩マグマを多く噴出しているのに対し、富士山は玄武岩マグマを多く噴出することがある。

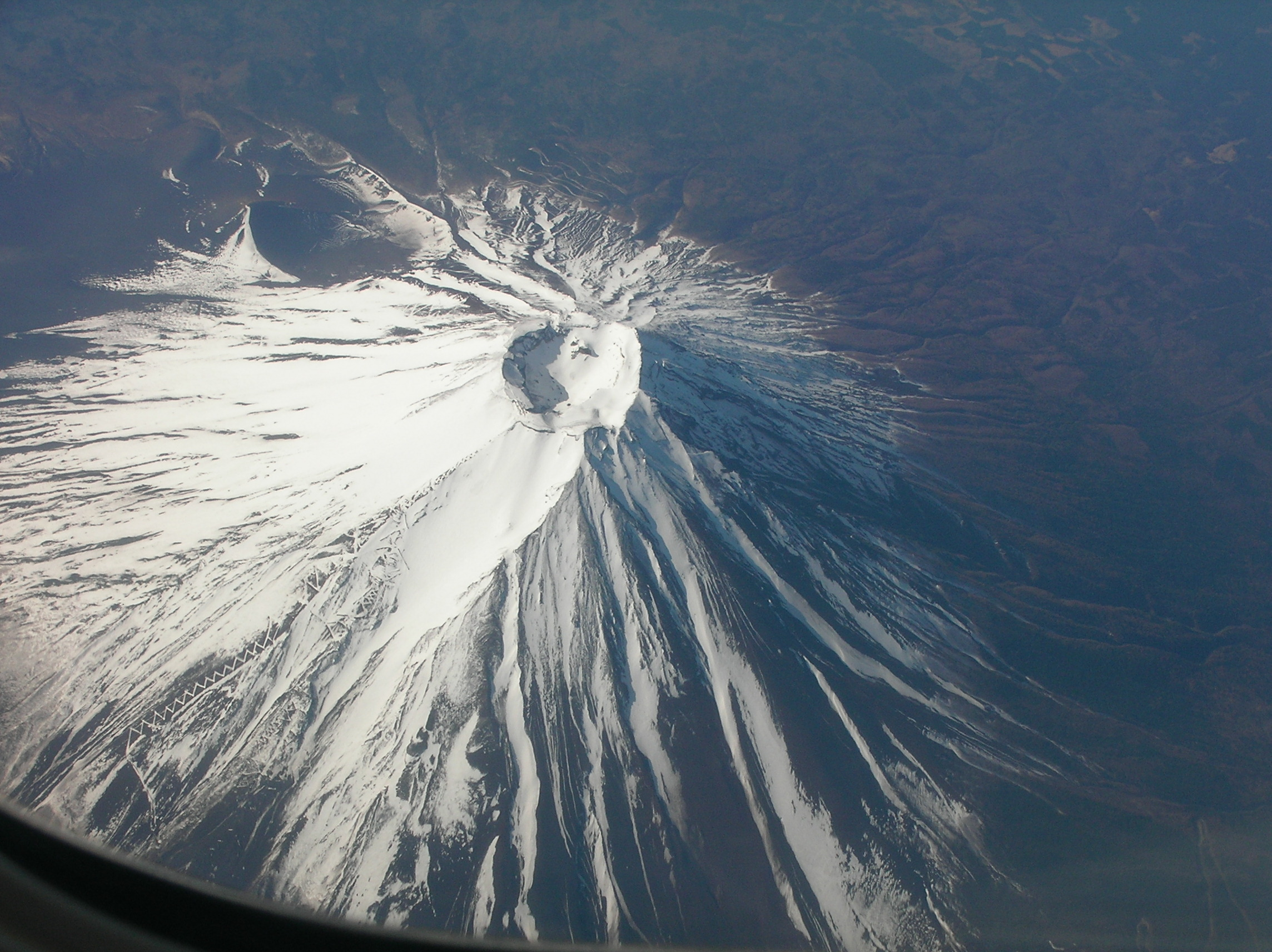
山頂火口を上空より

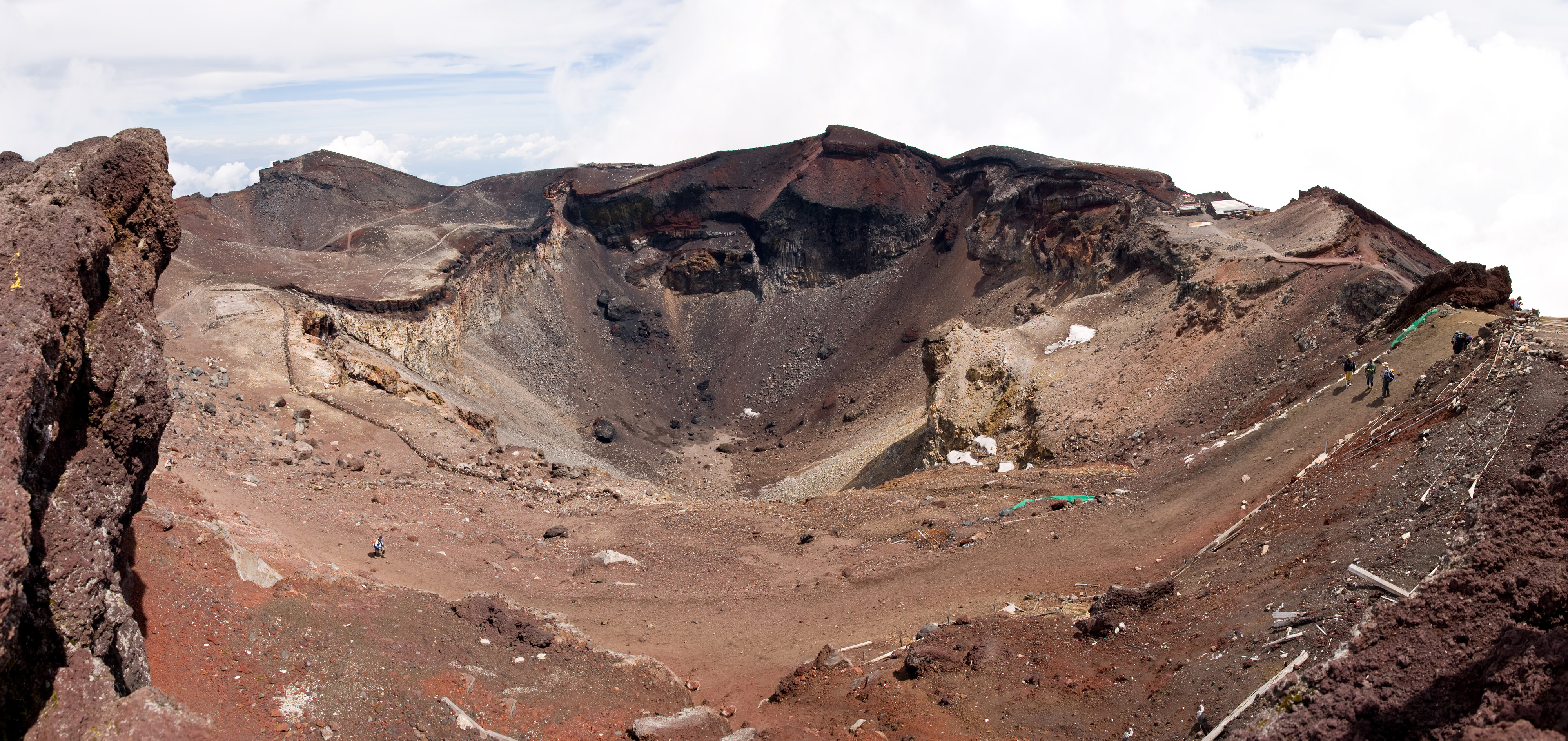
山頂火口

富士山頂
山頂には火口（お鉢）がありこれを「大内院」と呼ぶ。これを囲むように位置する8つの峰を八神峰と呼ぶ。火口の南西側に最高点の剣ヶ峰があり二等三角点（点名は、富士山。標高3775.51 m 2014年4月1日改算）、火口の北側には二等三角点（点名は、富士白山。標高3756.23 m 2014年4月1日改算）が設置されている。火口の構造は、国土地理院によると、最深部の標高が3538.7 m、火口の深さは約237 m、山頂火口の直径は780 m、火口底の直径は130 mとある。
#富士山の山頂も参照
宝永山
宝永山（ほうえいざん）は宝永4年（1707年）の宝永大噴火で誕生した側火山（寄生火山）である。富士山南東斜面に位置し標高は2693 mである。宝永山の西側には巨大な噴火口が開いている。これらを間近で見ることができる登山コースも整備されている。
側火山群
富士山には宝永山のほか70以上の側火山があり、鑵子山（かんすやま）、浅黄塚、腰切塚、東臼塚、平塚などがある。
以下は富士山の主な側火山と標高である（標高は資料により違いがある）。
- 大室山（標高1,300m2）[26]
- 長尾山（標高1,424m2）[26]
- 片蓋山（標高1,468m2）[26]
- 弓射塚（標高1,570m2）[26]
- 伊賀殿山（標高1,490m2）[26]
- 野頭山（標高1,510m2）[26]
- 二ツ塚（標高1,492m2）[26]
- 西剣（標高1,570m2）[26]
- 臼山（標高1,720m2）[26]
- 椹山（標高1,630m2）[26]
- 氷山（標高1,553m2）[26]
- 幸助丸（標高1,870m2）[26]
- 八軒山（標高1,770m2）[26]
- 桟敷山（標高1,800m2）[26]
- 大平山（標高2,100m2）[26]
- 丸山（標高1,700m2）[26]
- カタボッコ（標高1,290m2）[26]
- 東剣（標高1,649m2）[26]
- 天神山（標高1,430m2）[26]
- 塒塚（標高1,598m2）[26]
- 犬涼み山（標高1,206m2）[26]
- 奥庭（標高2,180m2）[26]
- 焼山（標高1,660m2）[26]
- 小富士（標高1,906m2）[26]
- 二ツ塚第一丘（標高1,926m2）[26]
- 二ツ塚第二丘（標高1,802m2）[26]
- 荊塚（標高1,651m2）[26]
- 浅黄塚（標高1,575m2）[26]
- 桧塚（標高1,390m2）[26]
- 西臼塚（標高1,293m2）[26]
- 西黒塚（標高1,470m2）[26]
- 平塚（標高1,495m2）[26]
- 腰切塚（標高1,474m2）[26]
- 赤塚（標高1,374m2）[26]
- 鑵子山（標高1,306m2）[26]

### 源流の河川
源流となる以下の河川は4水系に区分され、すべて太平洋へ流れる。
- 相模川
- 酒匂川
- 黄瀬川（狩野川水系）
- 潤井川、芝川（富士川水系）

### 富士山と火山活動

#### 富士山の噴火
最終氷期が終了した約1万1千年前、古富士の山頂の西側で噴火が始まり、溶岩を大量に噴出した。この溶岩によって、現在の富士山の山体である新富士が形成された。その後、古富士の山頂が新富士の山頂の東側に顔を出しているような状態となっていたと見られるが、約2500–2800年前、風化が進んだ古富士の山頂部が大規模な山体崩壊（「御殿場岩なだれ」）を起こして崩壊した。
新富士の山頂から溶岩が噴出していたのは、約1万1千年前–約8000年前の3000年間と、約4500年前–約3200年前の1300年間と考えられている。山頂部からの最後の爆発的噴火は2300年前で、これ以降は山頂部からの噴火は無いが、長尾山や宝永山などの側火山からの噴火が散発的に発生している。
延暦19年 – 延暦21年（800年 ‐ 802年）に延暦噴火（『日本紀略』、要約すると、「富士山が自ら燃え、夜も火の光が照らし、雷灰が落ち、山下の川水は紅色になった」とある）、貞観6年（864年）に青木が原溶岩を噴出した貞観大噴火が起きた。最後に富士山が噴火したのは宝永4年（1707年）の宝永大噴火で、噴煙は成層圏まで到達し、江戸では約4センチメートルの火山灰が降り積もった。また、宝永大噴火によって富士山の山体に宝永山が形成された。その後も火山性地震や噴気が観測されており、今後も噴火の可能性が残されている。
噴火の年代が考証できる最も古い記録は、『続日本紀』に記述されている、天応元年（781年）に富士山より降灰があったくだりである。平安時代初期に成立した『竹取物語』にも、富士山が作品成立の頃、活動期であったことを窺わせる記述がある。平安時代の歴史書『日本三代実録』には貞観大噴火の状況が迫力ある文体で記載され、平安時代中期の『更級日記』には、富士山の噴気や火映現象を表した描写がある。
宝永大噴火についての記録は、新井白石による『折りたく柴の記』をはじめとした文書、絵図等により多数残されている。その後も、噴煙や鳴動の記録は多く残されているが、記述から見て短期間かつ小規模な活動で終わったものと推測される。
宝永大噴火以来300年にわたって噴火を起こしていないこともあり、1990年代まで小学校などでは富士山は休火山と教えられていた。しかし先述の通り富士山にはいまだ活発な活動が観測されており、また気象庁が休火山という区分を廃止したことも重なり、現在は活火山に区分されている。
2013年7月20日、産業技術総合研究所は、1999年から約15年分の踏査データや地質調査データをまとめ富士火山地質図第2版（Ver.1）として発表し、2016年には修正加筆が終了した。同時に、溶岩が流れ出す規模の噴火は過去2000年間に少なくとも43回あったとしている。

#### 山体崩壊の発生
地震および噴火活動にともなう山体崩壊（岩屑（がんせつ）なだれ）が発生年代が不明確なものも含めて南西側に5回、北東側に3回、東側に4回の計12回起きたとされている。また、直下に存在が示唆されている活断層の活動によるマグニチュード7クラスの地震による崩壊も懸念されている。
主な発生歴
- 約2900年前（御殿場泥流）：東斜面で大規模（約18億 m3）な山体崩壊[30][31]が発生し、泥流が御殿場周辺から東へは足柄平野へ、南へは三島周辺を通って駿河湾へ流下。山体崩壊の発生原因は不明。
- 1331年の元弘地震 に伴い発生[32]。
- 明治24年（1891年）の濃尾地震 に伴い発生[33]。

#### 災害対策
- 火山噴火予知連絡会 - 富士山のみに限定するものではないが、日本の火山活動についての検討を実施する。状況に応じて見解を発表するが、噴火の日時を特定して発表することはない。定例会は年3回実施されるが、噴火時には随時開催される。2000年10月に富士山の低周波地震が増加した際は、ワーキンググループが設置され、富士山に関する基礎データの収集・整理、監視体制の検討、火山情報発信の方法などが集中的に検討された。
- 内閣府はウェブサイト「富士山の火山防災対策[34]」を開設して、富士山ハザードマップ検討委員会などの情報を提供している。
- 富士直轄砂防事業 - 国土交通省富士砂防事務所は、大沢崩れを源にして発生する大規模な土石流から下流の保全対象を守る砂防事業を実施中[35][36]。
- 山梨県と静岡県は「富士山噴火時避難ルートマップ」を作成した[37][38]。
- 静岡市市長の田辺信宏は2016年1月22日の定例記者会見で、市消防航空隊が2013年、富士山で滑落した登山者を救助中にヘリコプターから落下させ、この登山者が死亡した事故を受け、再発防止策として、市消防局がヘリで救助できる山の高さに3200 mと上限を設けたことを明らかにした[39]。

#### 地殻変動の観測
政府系機関（防災科学技術研究所、気象庁、国土地理院、産業技術総合研究所）や自治体（山梨県富士山科学研究所）及び大学（東京大学地震研究所）などにより観測が行われている。
- 国土地理院：地磁気観測点[40]が、鹿野山測地観測所、水沢測地観測所および江刺観測場に設置されている。また、山頂にはGPSの電子基準点。
- 気象庁観測所[41]：地震計（山頂、御殿場口8合目、吉田口6合目、鳴沢塒塚東、太郎坊）、傾斜計（太郎坊）、空振計（太郎坊、上井出）、GSP（太郎坊）、望遠カメラ（萩原）
- 防災科学技術研究所[42]： 火山活動可視情報化システム(VIsualization system for Volcanic Activity)

#### 噴出物災害などへの対策
- 国土交通省中部地方整備局富士砂防事務所が静岡県、山梨県と連携して火砕流、溶岩流などの火山活動に伴う災害を防ぐための調査・検討を実施。ハザードマップを作成している[43]。しかし、山体崩壊を想定したハザードマップは2012年時点では未作成である。
- 中央防災会議が東京など首都圏への火山灰降下を想定した対策の検討を2018年に開始した[44]。

### 富士山と気象

#### 気候

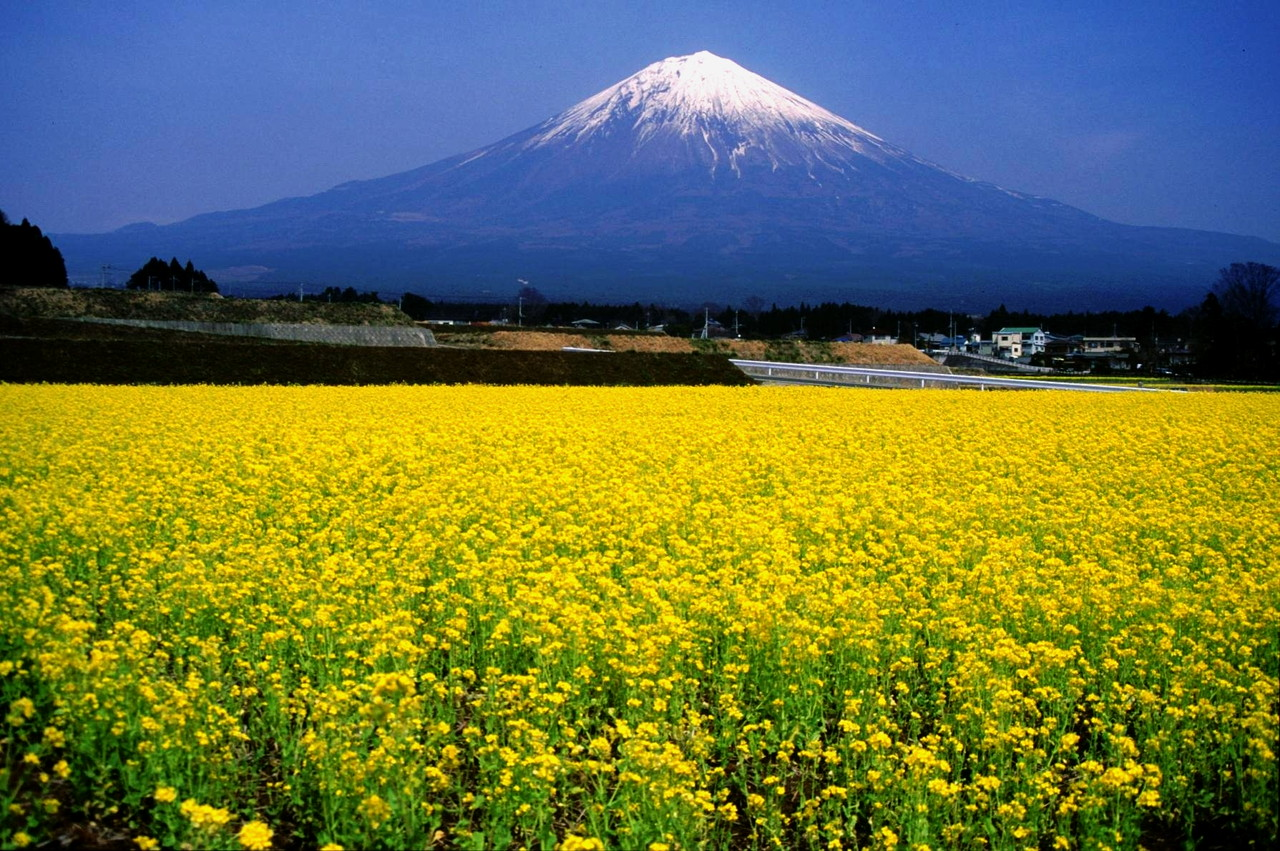
春 （2000年4月6日） 麓では雨でも山上では冠雪する
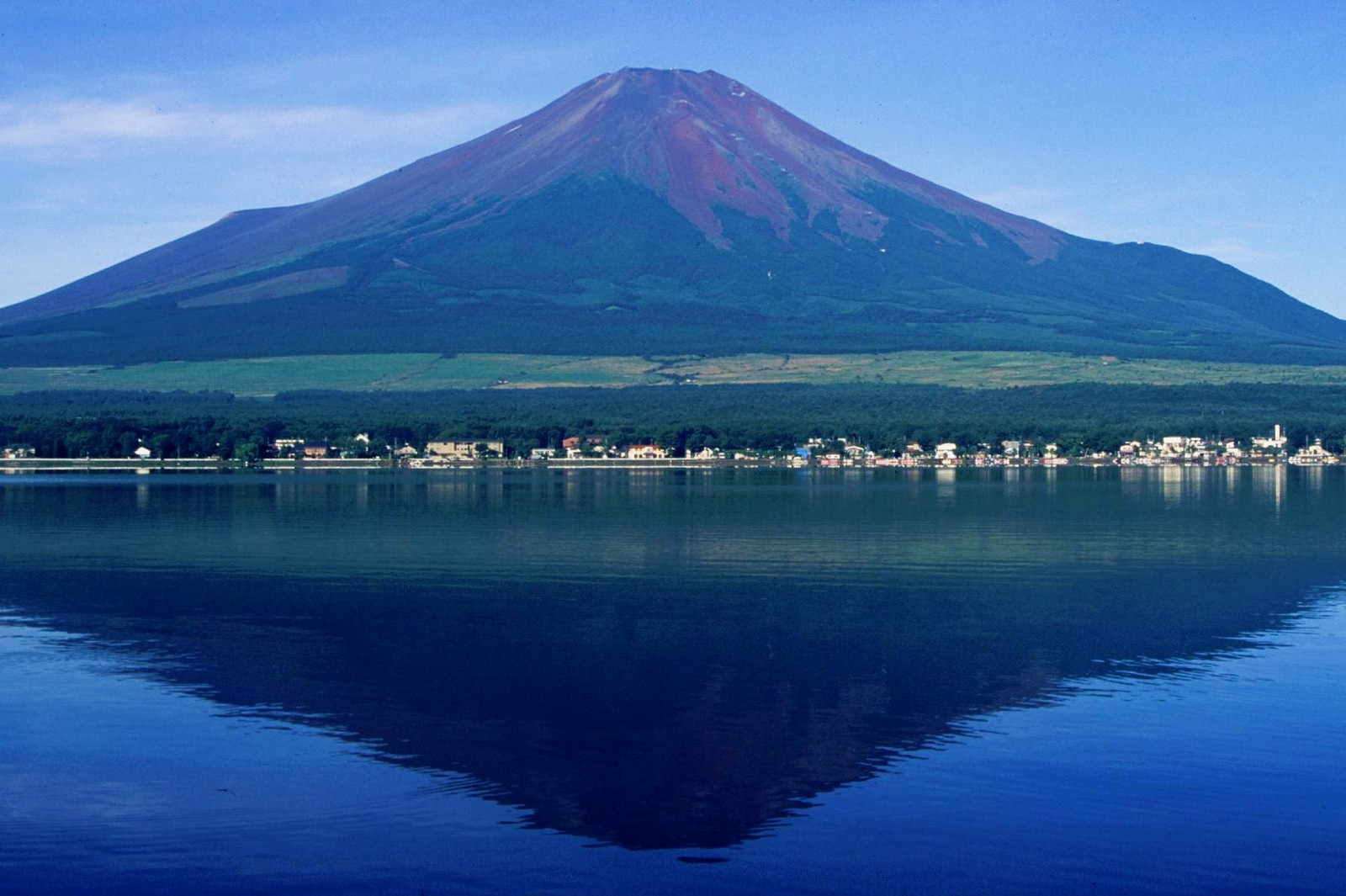
夏 （1995年7月30日） 雪がすべて解けた山肌
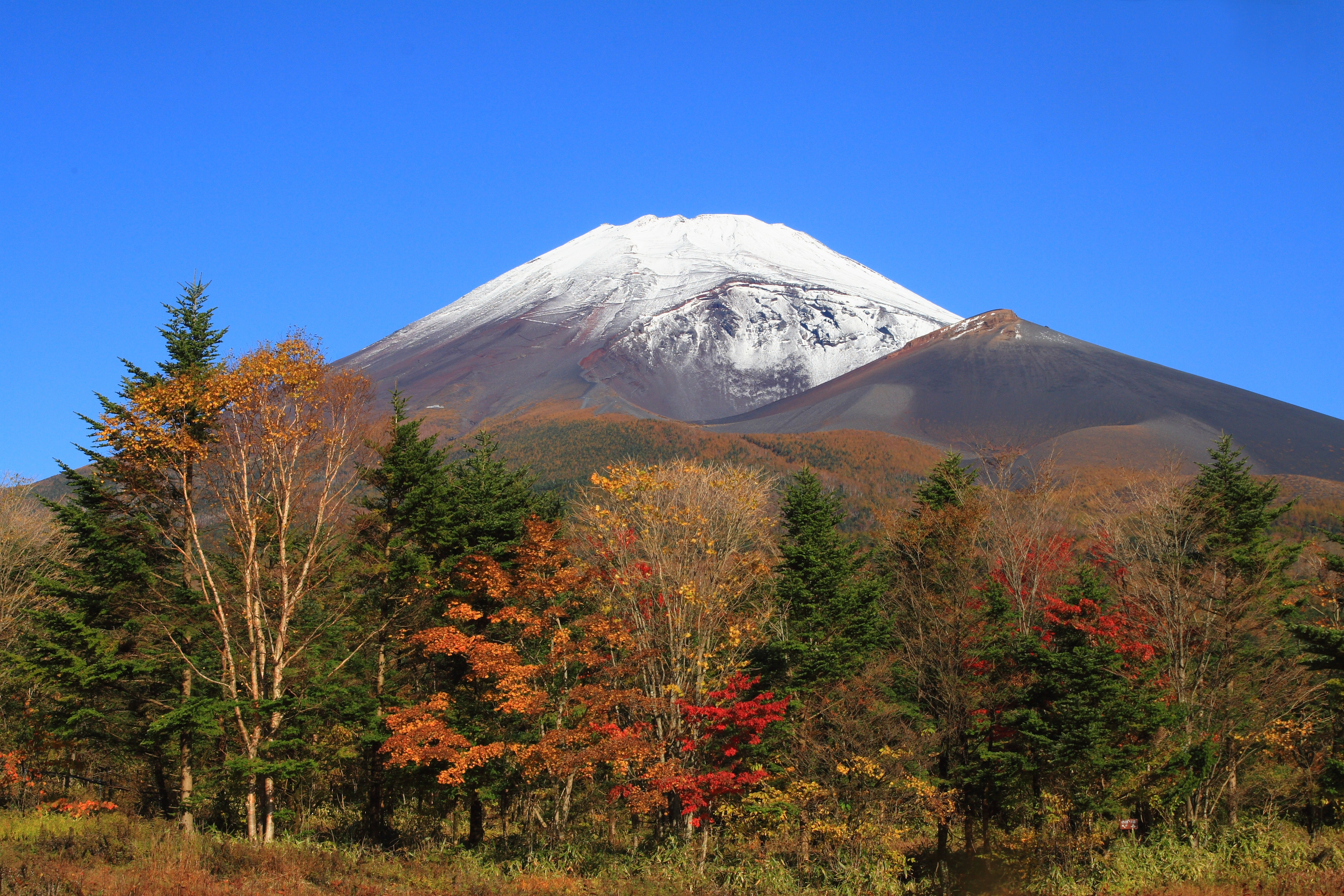
秋 （2007年10月28日） 上部で冠雪、山麓で紅葉
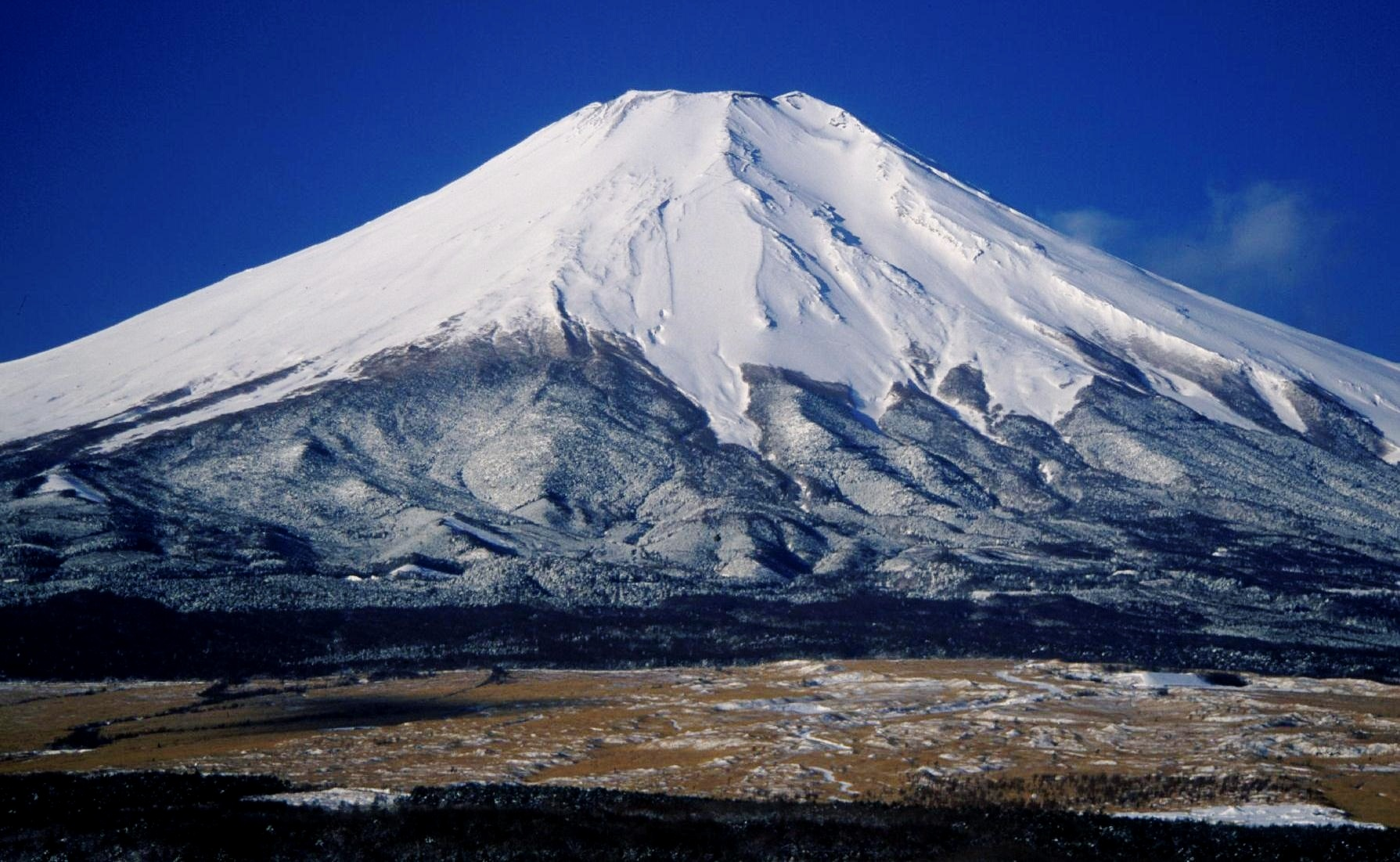
冬 （1995年2月7日） 麓でも冠雪した厳冬期

山頂は最暖月の8月でも平均気温が6 °Cしかなく、ケッペンの気候区分では最暖月平均気温が0 °C以上10 °C未満のツンドラ気候に分類される。太平洋側の気候のため1月や2月は乾燥し、3月、4月、5月、6月が最深積雪トップ10を占める。観測史上最低気温は1981年2月27日に観測された−38.0 °Cで、最高気温が−30 °C未満の日も過去に数回観測されている。−30 °Cを上回ることがない1日というのは北海道でも例がない。
| 富士山（剣ヶ峰、標高3776 m）の気候                           | 富士山（剣ヶ峰、標高3776 m）の気候 | 富士山（剣ヶ峰、標高3776 m）の気候 | 富士山（剣ヶ峰、標高3776 m）の気候 | 富士山（剣ヶ峰、標高3776 m）の気候 | 富士山（剣ヶ峰、標高3776 m）の気候 | 富士山（剣ヶ峰、標高3776 m）の気候 | 富士山（剣ヶ峰、標高3776 m）の気候 | 富士山（剣ヶ峰、標高3776 m）の気候 | 富士山（剣ヶ峰、標高3776 m）の気候 | 富士山（剣ヶ峰、標高3776 m）の気候 | 富士山（剣ヶ峰、標高3776 m）の気候 | 富士山（剣ヶ峰、標高3776 m）の気候 | 富士山（剣ヶ峰、標高3776 m）の気候 |
| 月                                                           | 1月                                | 2月                                | 3月                                | 4月                                | 5月                                | 6月                                | 7月                                | 8月                                | 9月                                | 10月                               | 11月                               | 12月                               | 年                                 |
| ------------------------------------------------------------ | ---------------------------------- | ---------------------------------- | ---------------------------------- | ---------------------------------- | ---------------------------------- | ---------------------------------- | ---------------------------------- | ---------------------------------- | ---------------------------------- | ---------------------------------- | ---------------------------------- | ---------------------------------- | ---------------------------------- |
| 最高気温記録 °C （°F）                                       | −1.7 (28.9)                        | 0.0 (32)                           | 1.0 (33.8)                         | 4.7 (40.5)                         | 12.2 (54)                          | 12.3 (54.1)                        | 17.4 (63.3)                        | 17.8 (64)                          | 16.3 (61.3)                        | 14.0 (57.2)                        | 6.9 (44.4)                         | 3.6 (38.5)                         | 17.8 (64)                          |
| 平均最高気温 °C （°F）                                       | −15.3 (4.5)                        | −14.3 (6.3)                        | −10.9 (12.4)                       | −5.9 (21.4)                        | −0.6 (30.9)                        | 4.0 (39.2)                         | 8.0 (46.4)                         | 9.5 (49.1)                         | 6.5 (43.7)                         | 0.7 (33.3)                         | −5.9 (21.4)                        | −12.2 (10)                         | −3.0 (26.6)                        |
| 日平均気温 °C （°F）                                         | −18.2 (−0.8)                       | −17.4 (0.7)                        | −14.1 (6.6)                        | −8.8 (16.2)                        | −3.2 (26.2)                        | 1.4 (34.5)                         | 5.3 (41.5)                         | 6.4 (43.5)                         | 3.5 (38.3)                         | −2.0 (28.4)                        | −8.7 (16.3)                        | −15.1 (4.8)                        | −5.9 (21.4)                        |
| 平均最低気温 °C （°F）                                       | −21.4 (−6.5)                       | −21.1 (−6)                         | −17.7 (0.1)                        | −12.2 (10)                         | −6.3 (20.7)                        | −1.4 (29.5)                        | 2.8 (37)                           | 3.8 (38.8)                         | 0.6 (33.1)                         | −5.1 (22.8)                        | −11.8 (10.8)                       | −18.3 (−0.9)                       | −9.0 (15.8)                        |
| 最低気温記録 °C （°F）                                       | −37.3 (−35.1)                      | −38.0 (−36.4)                      | −33.9 (−29)                        | −27.8 (−18)                        | −18.9 (−2)                         | −13.1 (8.4)                        | −6.9 (19.6)                        | −4.3 (24.3)                        | −10.8 (12.6)                       | −19.5 (−3.1)                       | −28.1 (−18.6)                      | −33.0 (−27.4)                      | −38.0 (−36.4)                      |
| 出典：気象庁 (平均値：1991年-2020年、極値：1932年7月-2021年) |                                    |                                    |                                    |                                    |                                    |                                    |                                    |                                    |                                    |                                    |                                    |                                    |                                    |

| 平均気温の推移                                                 |                                                                |
| -------------------------------------------------------------- | -------------------------------------------------------------- |
| 現在、技術上の問題で一時的にグラフが表示されなくなっています。 |                                                                |
|                                                                | 現在、技術上の問題で一時的にグラフが表示されなくなっています。 |

|  | 現在、技術上の問題で一時的にグラフが表示されなくなっています。 |

|  | 現在、技術上の問題で一時的にグラフが表示されなくなっています。 |

|  | 現在、技術上の問題で一時的にグラフが表示されなくなっています。 |

|  | 現在、技術上の問題で一時的にグラフが表示されなくなっています。 |

|  | 現在、技術上の問題で一時的にグラフが表示されなくなっています。 |

|  | 現在、技術上の問題で一時的にグラフが表示されなくなっています。 |

|  | 現在、技術上の問題で一時的にグラフが表示されなくなっています。 |

|  | 現在、技術上の問題で一時的にグラフが表示されなくなっています。 |

|  | 現在、技術上の問題で一時的にグラフが表示されなくなっています。 |

|  | 現在、技術上の問題で一時的にグラフが表示されなくなっています。 |

|  | 現在、技術上の問題で一時的にグラフが表示されなくなっています。 |

|  | 現在、技術上の問題で一時的にグラフが表示されなくなっています。 |

|  | 現在、技術上の問題で一時的にグラフが表示されなくなっています。 |

|  | 現在、技術上の問題で一時的にグラフが表示されなくなっています。 |

|  | 現在、技術上の問題で一時的にグラフが表示されなくなっています。 |

|  | 現在、技術上の問題で一時的にグラフが表示されなくなっています。 |

|  | 現在、技術上の問題で一時的にグラフが表示されなくなっています。 |

- 春 （2000年4月6日）
麓では雨でも山上では冠雪する
- 夏 （1995年7月30日）
雪がすべて解けた山肌
- 秋 （2007年10月28日）
上部で冠雪、山麓で紅葉
- 冬 （1995年2月7日）
麓でも冠雪した厳冬期

#### 富士山での気象観測
かつて気象庁東京管区気象台が富士山頂剣ヶ峯に設置していた気象官署が富士山測候所である。現在は富士山特別地域気象観測所となっており、自動気象観測装置による気象観測を行っている。

#### 気象現象
- 山体に強風が吹くと砂が巻き上げられ、周辺の自治体に降ることがある。2010年12月15日には、神奈川県の西部から南部にかけて黒い砂が積もり、その状況から富士山の砂が巻き上げられ、西風に乗り降り積もったと考えられると報道された[50]。
- 富士山の「初冠雪」は甲府地方気象台が観測・発表している。これとは別に、雲などに遮られず「誰もがきれいだと実感できる降雪」を判断基準とした「初雪化粧」を、富士山北麓にある山梨県富士吉田市の富士山課が独自に宣言している[51]。
- 富士山北麓の一部地域（現在の山梨県富士吉田市など）では、富士山の標高2600 m付近に現れる農鳥（のうとり）（鳥の形に見える残雪）の出現する時期によって、農作物の豊作・凶作を判断する言い伝えがある[52]。
- 富士山では山岳波が発生することもあり、航空機の墜落事故も起きている（英国海外航空機空中分解事故など）。

### 富士山麓の自然環境
富士山麓の天然記念物として、「富士山原始林及び青木ヶ原」（天然記念物：1926年2月24日指定、2010年3月8日追加指定・名称変更）、「富士風穴」（天然記念物：1929年12月17日指定）などがある。

#### 伏流水

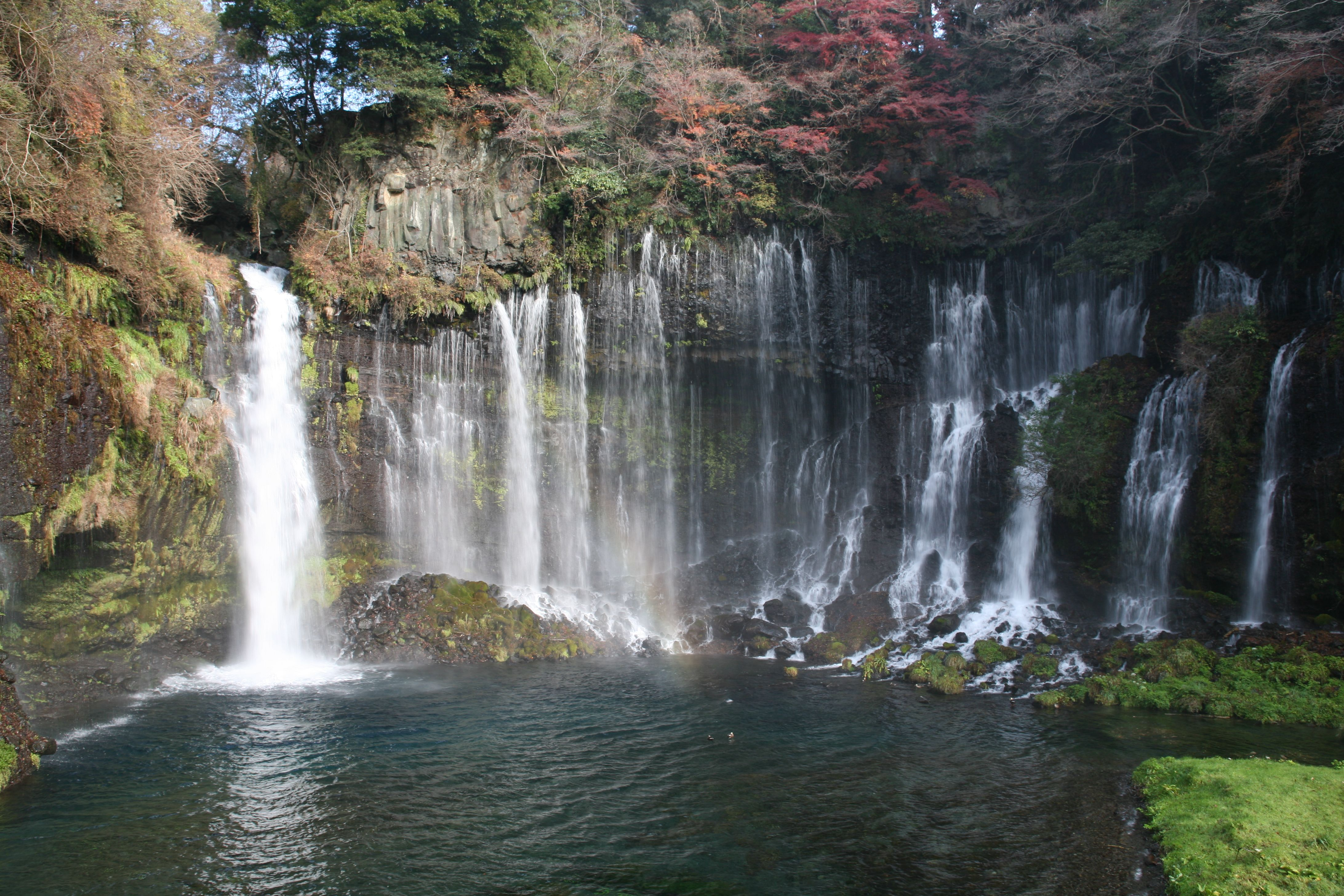
白糸の滝（静岡県）

富士山に降った雨や雪は、長い年月をかけ伏流水として地下水脈を流れ湧き出てくる。最も高い地点から湧き出す湧水として確認されている例は標高1670 m（富士宮口二合目付近）とされ、その他山麓を帯状に分布している。富士山麓における湧水の総湧出量は1968年で1日あたり154万 m3以上だという。しかし、近年湧出量の減少が確認されている例がある。
| 地域   | 名称                                                                             |
| ------ | -------------------------------------------------------------------------------- |
| 南東麓 | 柿田川（日本三大清流）、小浜池                                                   |
| 南麓   | 吉原湧泉群                                                                       |
| 西麓   | 湧玉池（特別天然記念物）、白糸の滝（国指定の名勝および天然記念物）、猪之頭湧泉群 |
| 北麓   | 忍野八海（国指定の天然記念物）                                                   |

また、一部で駿河湾や富士五湖の西湖（水深25 m付近）で湧出があるとされている。
富士山を源とする伏流水を利用し、周辺地域で製紙業や医薬関連の製造業などの工業が活発に行われている。また、富士山の伏流水はバナジウムを豊富に含んでいるため、ミネラルウォーターとしてペットボトル詰めされ、販売されている。

#### 溶岩洞窟

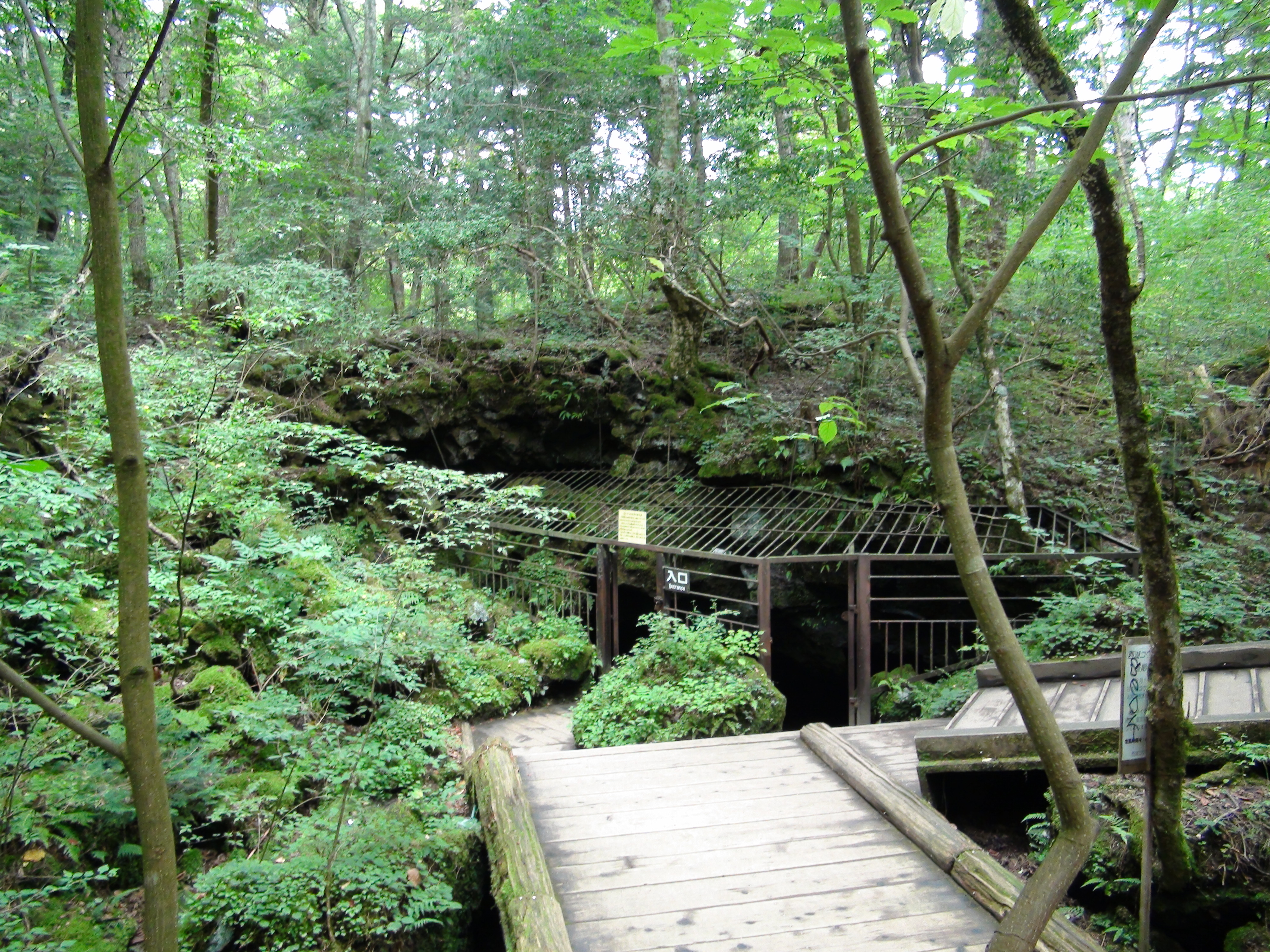
西湖コウモリ穴入口

富士山麓周辺には大小100以上の溶岩洞窟が形成されている。
その中でも総延長2139 mの三ツ池穴（静岡県富士宮市）は溶岩洞窟として日本一の長さを誇る。また、山麓周辺で最大規模の溶岩洞窟として西湖コウモリ穴（山梨県南都留郡富士河口湖町）があり、国の天然記念物に指定されている。その他、鳴沢氷穴（山梨県南都留郡鳴沢村）も国の天然記念物に指定されている。

#### 植生
富士山は標高は高いが、日本の他の高山に比較すると高山植物などの植生に乏しい。これは富士山が最終氷期が終了した後に山頂から大規模な噴火が繰り返したために山の生態系が破壊され、また独立峰であるため、他の山系からの植物の進入も遅れたためである。しかし、宝永山周辺ではいくらか高山植物が見られる。山の上部ではタデ科オンタデ属のオンタデ（御蓼）、山腹ではキク科アザミ属のフジアザミ（富士薊）が自生している。中部山岳地帯の高山の森林限界の上にはハイマツ帯が広がっているのが通例であるが、富士山にはハイマツ帯は欠如し、その代替にカラマツ林が広がっている。

## 人間との関わりの歴史

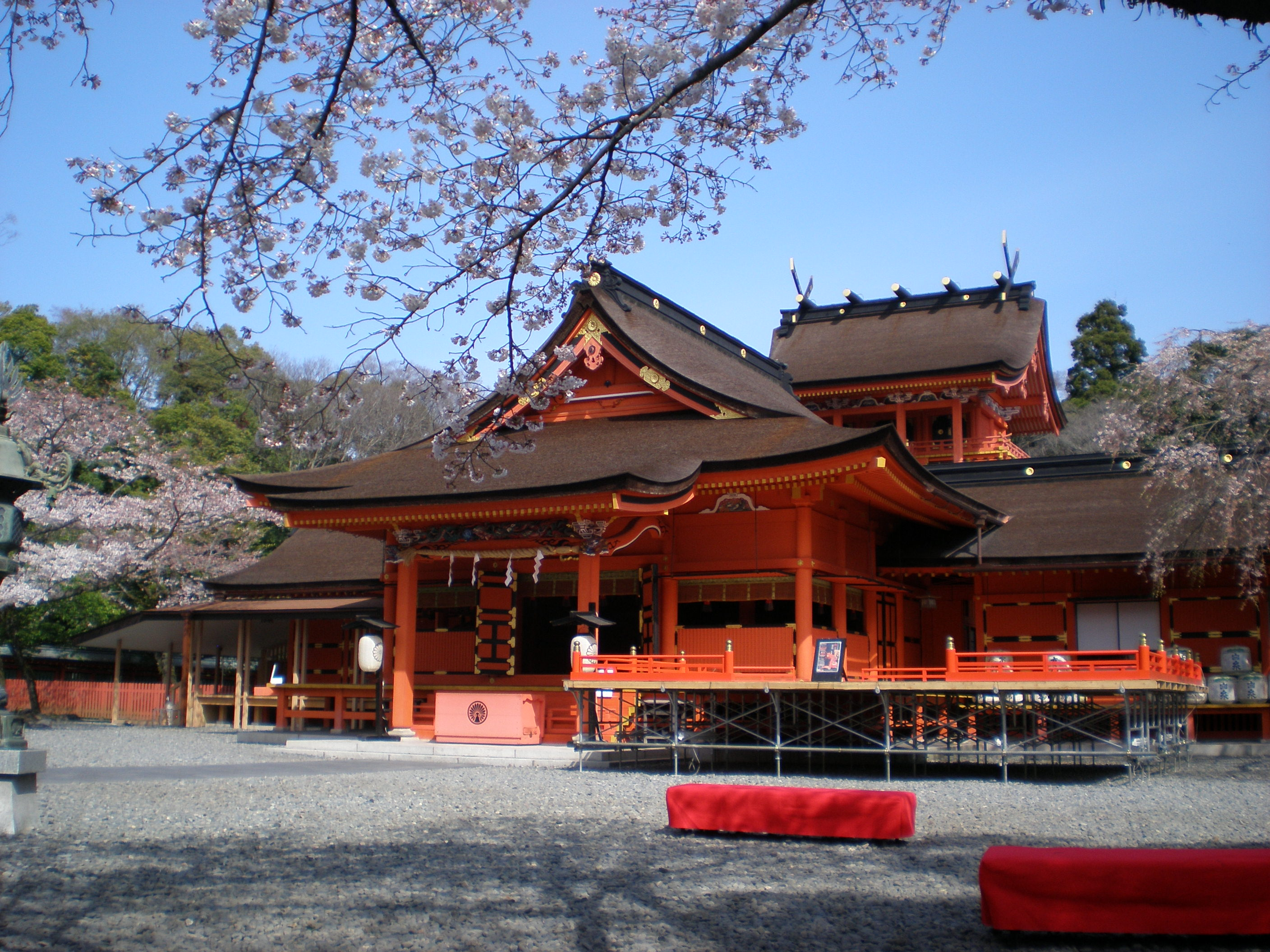
富士山本宮浅間大社

### 古代
古代より富士山は山岳信仰の対象とされ、富士山を神体山として、また信仰の対象として考えることなどを指して富士信仰と言われるようになった。「神聖な場所」であるため明治時代まで女人禁制の伝統があり女性が登山する事は長らく禁止されていた。特に富士山の神霊として考えられている浅間大神とコノハナノサクヤビメを主祭神とするのが浅間神社であり、摂末社が全国に点在する。浅間神社の総本宮が麓の富士宮市にある富士山本宮浅間大社（浅間大社）であり、富士宮市街にある「本宮」と、富士山頂にある「奥宮」にて富士山の神を祭っている。こうした歴史から、富士山が世界遺産に登録されたのも、世界自然遺産ではなく世界文化遺産（富士山-信仰の対象と芸術の源泉）としてであった。
古代では富士山は駿河国のものであるとする考え方が普遍的であった。これらは「高く貴き駿河なる富士の高嶺を」（山部赤人『万葉集』）や「富士山は、駿河国に在り。」「富士山は駿河の国の山で（省略）まっ白な砂の山である」（都良香『富士山記』）、「駿河の国にあるなる山なむ」（『竹取物語』）など広く見られるものである。しかし「なまよみの甲斐の国うち寄する駿河の国とこちごちの」(「高橋虫麻呂」『万葉集』）のように駿河国・甲斐国両国を跨ぐ山であるという共有の目線で記された貴重な例もある。
それより後期の時代、イエズス会のジョアン・ロドリゲスは自著『日本教会史』にて「富士山は駿河国に帰属している」としているため、帰属は駿河国という関係は継続されていたと考えられる。
登山口は末代上人が開いた登山道を起源とし、登山道が完成されたそれが最初の登山道と言われる村山口である。これにより富士修験が成立したとされる。次第に他の登山道も開削されてゆき、大宮・村山口、須山口、須走口が存在している。
神仏習合は富士山も例外ではなかった。山頂部は仏の世界と考えられるようになり、特別な意味を持つようになった。遺例としては正嘉3年（1259年）の紀年銘である木造坐像が古いとされ、これは大日堂（村山）の旧本尊であった。鎌倉時代の書物である『吾妻鏡』には神仏習合による「富士大菩薩」や「浅間大菩薩」という呼称が確認されている。富士山頂の8つの峯（八神峰）を「八葉」と呼ぶことも神仏習合に由来し、文永年間（1264年 – 1275年）の『万葉集註釈』には「いただきに八葉の嶺あり」とある。その他多くの書物で「八葉」の記述が確認できる。

### 江戸時代
江戸時代になると、徳川家康による庇護の下、本殿などの造営や内院散銭取得における優先権を得たことを基に江戸幕府より八合目以上を寄進された経緯で、現在富士山の八合目より上の部分は登山道・富士山測候所を除き浅間大社の境内となっている。登山の大衆化と共に村山修験や富士講などの一派が形成され、富士信仰を発展させていった。富士講の隆盛が見られた18世紀後半以降、新興宗教として旧来の登山道では発展できなかったために吉田口を利用する道者が目立つようになっていたと考えられ、18世紀後半以降では、他の登山口の合計と同程度であったという。
富士参詣の人々を「道（導）者」といい、例えば『妙法寺記』の明応9年（1500年）の記録に「此年六月富士導者参事無限、関東乱ニヨリ須走へ皆導者付也」とある。また、登山における案内者・先導者を「先達」といい、先達の名が見える道者帳（『公文富士氏文書』、文中に「永禄6年」とあり）などが確認されている。

### 明治以後

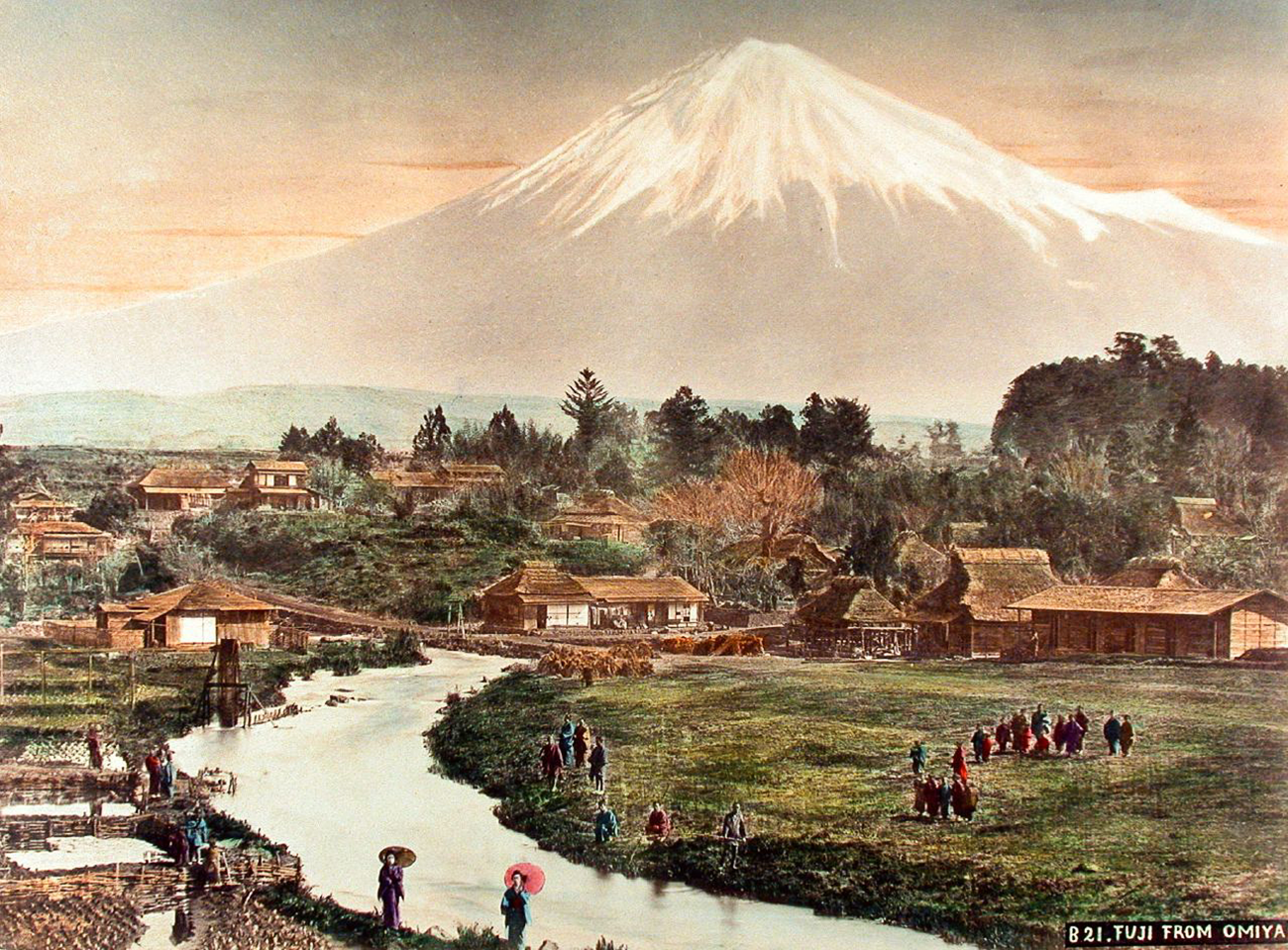
富士山（1890年頃）

慶応4年（1868年）に神仏分離令が出されると、これら神仏習合の形態は分離されることとなる。富士山中や村山における仏像の取り壊しなどが進んだ。富士山興法寺は分離され、大日堂は人穴浅間神社となり大棟梁権現社は廃されるなど改変が進んだ。北口本宮冨士浅間神社では仁王門や護摩堂などが取り壊されることとなった。仏教的な名称なども改称され、「八葉」の呼び名も変更された。1883年（明治16年）に御殿場口登山道が、1906年（明治39年）に新大宮口が開削された。
富士山は2011年（平成23年）2月7日に国指定文化財である「史跡」に指定された。史跡としての富士山は複数の資産から構成され「史跡富士山」として包括されている。指定範囲は静岡県は富士宮市と裾野市と駿東郡小山町、山梨県は富士吉田市、南都留郡の富士河口湖町と鳴沢村である。このとき富士山八合目以上の山頂部や各社寺、登拝道（登山道）が指定された。その後富士山本宮浅間大社社有地の一部、人穴富士講遺跡、各登山道が追加指定された。

### 登山史
富士登山の伝承においては伝説的な部分が多く入り混じっており、諸説存在する。
| 和暦               | 西暦          | 内容                                                                                   | 補足 |
| ------------------ | ------------- | -------------------------------------------------------------------------------------- | --- |
| 推古天皇6年        | 598年         | 平安時代の甲斐の黒駒伝承には、聖徳太子が神馬に乗り富士山の上を越えたとする記述がある。 | 諸国から献上された数百頭の中から白い甲斐の烏駒（くろこま）を神馬であると見抜き、同年9月に太子が試乗すると、馬は天高く飛び上がり東国へ赴き、富士山を越えて信濃国まで至ると、3日を経て都へ帰還したという。 |
| 天智天皇2年        | 663年         | 役小角が、流刑された伊豆大島から毎晩密かに逃げ出し、富士山へ登ったという伝説が残る。   | 役小角は「富士山開山の祖」ともいわれる。この役小角の登山はマルセル・クルツの『世界登頂年代記』に掲載されており、記録は改訂されたものの「世界初の登山」という記述がされていた。 |
| 貞観17年 - 元慶3年 | 875年 - 879年 | 学者である都良香が『富士山記』の中で山頂火口のさまを記す。                             | 山頂には常に沸き立つ火口湖があり、そのほとりに虎の姿に似た岩があるなど、実際に見た者でなければ知りえない描写から、実際に登頂したか、または登頂した者に取材したと考えられる。なおこの約10年前には山頂噴火ではないが有史最大の貞観大噴火があった。 |
| 久安5年            | 1149年        | 『本朝世紀』には末代上人が数百回の登山を繰り返したとある。                             | 回数は一致するものかは不明であるが、登山を多く行った人物として知られる。 |
|                    |               | 江戸時代に入ると富士講が盛んになり、多くの参拝者が富士登山（富士詣）をした。           | 特に江戸後期には講社が多数存在し、富士詣は地域社会や村落共同体の代参講としての性格を持っていた。最盛期には吉田口だけで百軒近くの宿坊（山小屋）があった。 |
| 文政11年           | 1828年        | 気圧計による高度測定の試み                                                             | シーボルトの弟子である二宮敬作が登頂し、気圧の変化により高度測定を行った。伊能忠敬の測量では2603–3732 mとされていたが、この測定では3794.5 mと算出されている。 |
| 天保3年            | 1832年        | 高山たつが女性として初登頂。                                                           | 女人禁制が敷かれていた時代である。 |
| 嘉永6年            | 1852年        | 松平宗秀（本庄宗秀）が近世大名として初登頂。                                           | 富士宮市の有形文化財となっている、造り酒屋の主人が記した『袖日記』という古記録に、宮津藩主松平宗秀が富士登山を行った記録がある。『袖日記』の6番によると、宗秀は江戸と宮津を参勤交代で往復しているうちに富士山に登ろうと思い始めたが、参勤交代の道程は幕府に指定されており、これを逸脱したり、たとえ社寺参詣であっても寄り道したりすることは許されない。このため富士に登山を幕府に願い出るも中々許可が出ず、3年を経て許可を得るも「馬返し」と呼ばれる地点までであった。馬返しというのは一合目よりも下の場所であり、登山客はここで馬を下りて山に登るという地点である。 そこで宗秀は嘉永6年（1852年）6月21日、幕府に秘密裡に登山を決意し、明け方から出発して山を登り始め、昼過ぎには頂上に着いたという。宗秀の富士山登頂は、近世大名が富士登山を行った唯一の記録となった。 |
| 万延元年           | 1860年        | 英国公使オールコックが外国人として初登頂。                                             | 『古事類苑』にオールコックの登山についての記録（富士重本が寺社奉行所に提出した届出）があり、「英人富士山ヲ測量スルニ就キ、大宮司ヨリ届書寫…廿二日大雨にて、廿四日晝立、大宮小休、村山泊に相成り、廿五日快晴致し、不士山六合目へ泊り、廿六日快晴頂上いたし…」とある。オールコックは7月24日に大宮から村山に入り登山を行い、26日に登頂した。 |
| 明治4年            | 1872年        | 女人禁制が解かれる。                                                                   | 明治時代になると信仰登山は徐々に衰退してゆき、代わって娯楽やスポーツとしても登られるようになり、欧米の近代登山技術が取り入れられることになる。 |
| 明治25年           | 1892年        | 英国人のウォルター・ウェストンが登頂。                                                 | 翌年にも登頂した。その後、本を出版して富士山などの日本の山々を世界に紹介した。 |
| 明治28年           | 1895年        | 野中到が冬季初登頂。                                                                   | 2月16日に御殿場口から単独で登頂。同年10月から12月まで山頂で気象観測を行った。 |
| 大正12年           | 1923年        | 皇太子裕仁親王（後の昭和天皇）の登山                                                   | 7月26日の事、須走に赴いてから8合目まで乗馬にて登山後、8合目以上は徒歩にて登山を行なった。奥宮を参拝し金剛棒に焼印などを行った後、御殿場口より下山された。 |
| 大正12年           | 1923年        | 秩父宮雍仁親王の登山                                                                   | 8月20日の夜に御殿場口から登山し、翌朝頂上に到着。奥宮を参拝後、下山。 |
| 昭和2年            | 1927年        | 中村テルが冬季女性初登頂                                                               | 1月1日に御殿場口から登頂、男性2人と共に。 |
| 昭和47年           | 1972年        | 富士山大量遭難事故 (1972年)。                                                          | 悪天候による雪崩や低体温症などで24名の死者・行方不明者を出す国内最悪の遭難事故となった。 |
| 昭和63年           | 1988年        | 浩宮徳仁親王（当時・現今上天皇）の登山。                                               | 8月1日-2日の登山で、須走口から八合目を往復した。天候の悪化で登頂は断念される。 |
| 平成20年           | 2008年        | 皇太子徳仁親王が登頂。                                                                 | 8月7日に富士宮口を出発後、御殿場口登山道に入り登頂。 |

2020年（令和2年）は新型コロナウイルス感染拡大の影響で4つの登山道（御殿場ルート、須走ルート、富士宮ルート、吉田ルート）が史上初の閉鎖となった。

### 富士山を巡る利権争い

#### 山役銭と内院散銭

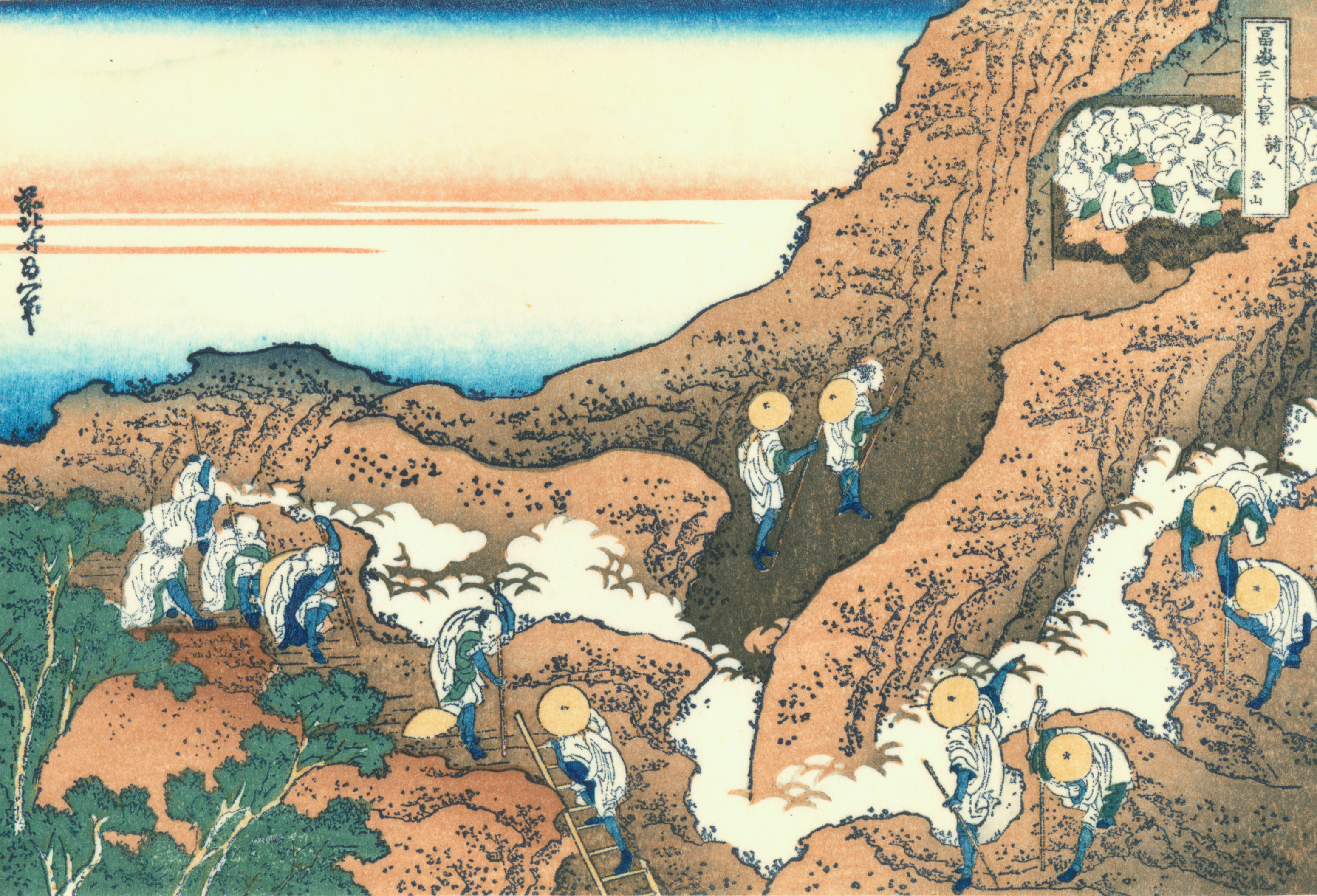
『冨嶽三十六景 諸人登山』

山麓の各地域には各登山道があり、特に村山口と大宮口、須走口、須山口が古来の登山道であり、その登山道を管理する地域の浅間大社が山役銭を徴収していた。これらの地域は互いに山役銭などを巡り、争いを起こしている。特に内院散銭は相当額になるため、争いの火種になりやすかった。例えば須走村への配分だけでも1年で76両を越えたといい、一戸に約一両が配当される計算になるという。内院散銭の権利は、大名などに与えられた権利を根拠に主に3地域によって争われた。「村山」と「須走」と「大宮」である。村山においては、1533年（天文2年）に村山三坊の「辻之坊」が今川氏輝により内院散銭の取得権を与えられている。須走は1577年（天正5年）に武田氏により薬師堂（現在の久須志神社）の開帳日の内院散銭の取得権が与えられている。大宮は1609年（慶長14年）に徳川家康が内院散銭を浅間大社に寄進し、内院散銭の取得の優位権を得ている。浅間大社の大宮司が村山より登る際は山役銭を取られたので、村山を避け「須走」から登拝する慣例などもあった。
新規に出来た登山道である現富士吉田口は、登山道を管理している「須走」に許可なく、浅間大社の大宮司富士信安など富士氏が自分たちに山役銭を支払えば、「須走」の登山道を利用するにも関わらず勝手に山がけ（登山道を作り山小屋を建てる）の許可を与えたことで論争となり、「河口」と「吉田」は1810年に登山ルートや山役銭の徴収方法で論争を起こし、「大宮」と「吉田」では薬師堂における役銭の配分で争っている過去などがある。

#### 元禄の争論
元禄16年（1703年）に散銭や山小屋経営を巡り須走村が富士浅間神社本宮（浅間大社）を訴えた争論が元禄の争論である。須走村側は東口本宮冨士浅間神社の神主や御師らが、浅間大社の大宮司富士信安など富士氏らを相手取り寺社奉行に訴え出た。訴えは三か条であった。1つは浅間大社が吉田村の者に薬師嶽の小屋掛けを認めたことへの不服、2つ目は浅間大社側が造営した薬師堂の棟札に「富士本宮が入仏を勤める」という旨の記述があることを、須走の既得権を犯すものであるというもの、3つ目は内院の散銭取得における2番拾いは須走側が得るという慣例となっているとし、それを浅間大社が取得しているという訴えである。これに対し訴えられた浅間大社側は江戸に赴き、薬師嶽は須走村の地内ではないこと、薬師堂の入仏については浅間大社側が造営したものであるので権利は浅間大社にあること、散銭の2番拾いの慣例は根拠がないということを主張した。それらは第三者に委ねる内済という扱いとなり、その内済にて「他の者に小屋掛けさせないこと」「薬師堂の入仏は須走村が行うこと」「内院散銭は一番拾いを大宮と須走で6:4で分け、2番拾いは須走が得るものとする」という決定となり、以後これらは遵守された。

#### 安永の争論
安永元年（1772年）に、須走村が山頂の支配権は同村の支配にあるとして浅間大社を相手として訴えた争論が安永の争論である。またこれをみた浅間大社側の富士民済も反論を起こした。さらに吉田村と浅間大社とで支配地域を確定する争論もあったため、ここに大宮・新規参入である吉田と須走の争いの決着が望まれることとなり、勘定奉行なども関わる大論争となった。安永8年（1779年）に持ち越されることとなった。結論は徳川家康が富士山本宮浅間大社を信奉していたという幕府側の配慮があり、勘定奉行・町奉行・寺社奉行のいわゆる三奉行による裁許で、最終的に富士山の8合目より上は、富士山本宮浅間大社持ちとすることが決定された。
この2者の争論を起因とする裁判により、これまで曖昧であった山頂の支配権やその他権利の所在などが、江戸幕府により明確に定められることとなった。

## 富士山の山頂
富士山の最頂部は剣ヶ峰と呼ばれている。『甲斐国志』によると剣を立てたような形に由来するという。また『駿河国新風土記』によるとこの峰にある石が鋭利だったことから剣の代わりの道具に使うため人々が持ち帰ったと記している。

### 山頂部の所有
先述のように江戸幕府は1779年（安永8年）に富士山八合目より上は富士山本宮浅間大社のものとした。明治時代になり寺社の土地は国有化されたものの、第二次大戦後にこれらの土地は返還されることになったが、富士山八合目以上は公益性が高い土地であるとして国有地のままになった。しかし、富士山本宮浅間大社は富士山信仰のために富士山八合目以上の土地も返還するよう国を提訴した。
国と富士山本宮浅間大社の訴訟は17年間にわたったが、1974年（昭和49年）に最高裁判所は富士山本宮浅間大社の主張をほぼ認める判決を出した（ただし判決で国にとって必要な一部の土地は除外された）。

### 県境及び市町村境の扱い
登山道を除く8合目より上は、富士宮市にある富士山本宮浅間大社の私有地であるが、県境と市町村境界は未確定である。ただし、気象庁は富士山測候所の所在地を便宜上「富士宮市富士山剣が峰」と定めていた。一方、旧須走村も山頂までを村域としたことから、小山町は現在も自らを「富士山頂のあるまち」と宣伝している。
2014年1月の富士山世界文化遺産協議会後の記者会見において、静岡・山梨両県知事の川勝平太と横内正明が今後も県境を定めないことを明言した。国土地理院がインターネット上で公開している地形図では2013年10月から地図上の地点を指定すると住所、緯度・経度、標高が表示される機能が加わったが、帰属未確定の地点の場合には近くの帰属が確定している住所が表示されるという設定になっているため、富士山頂（剣が峰）を指定すると静岡県富士宮市として表示されることが山梨県などから指摘され、これを受けて富士山頂の住所表示については非表示になるよう変更された。

なお、JP日本郵便では「駿東郡小山町須走本八合目」という住所を交通困難地に指定し、小山町の集配を受け持つ御殿場郵便局で留め置く対応をしている。

### 第二次世界大戦

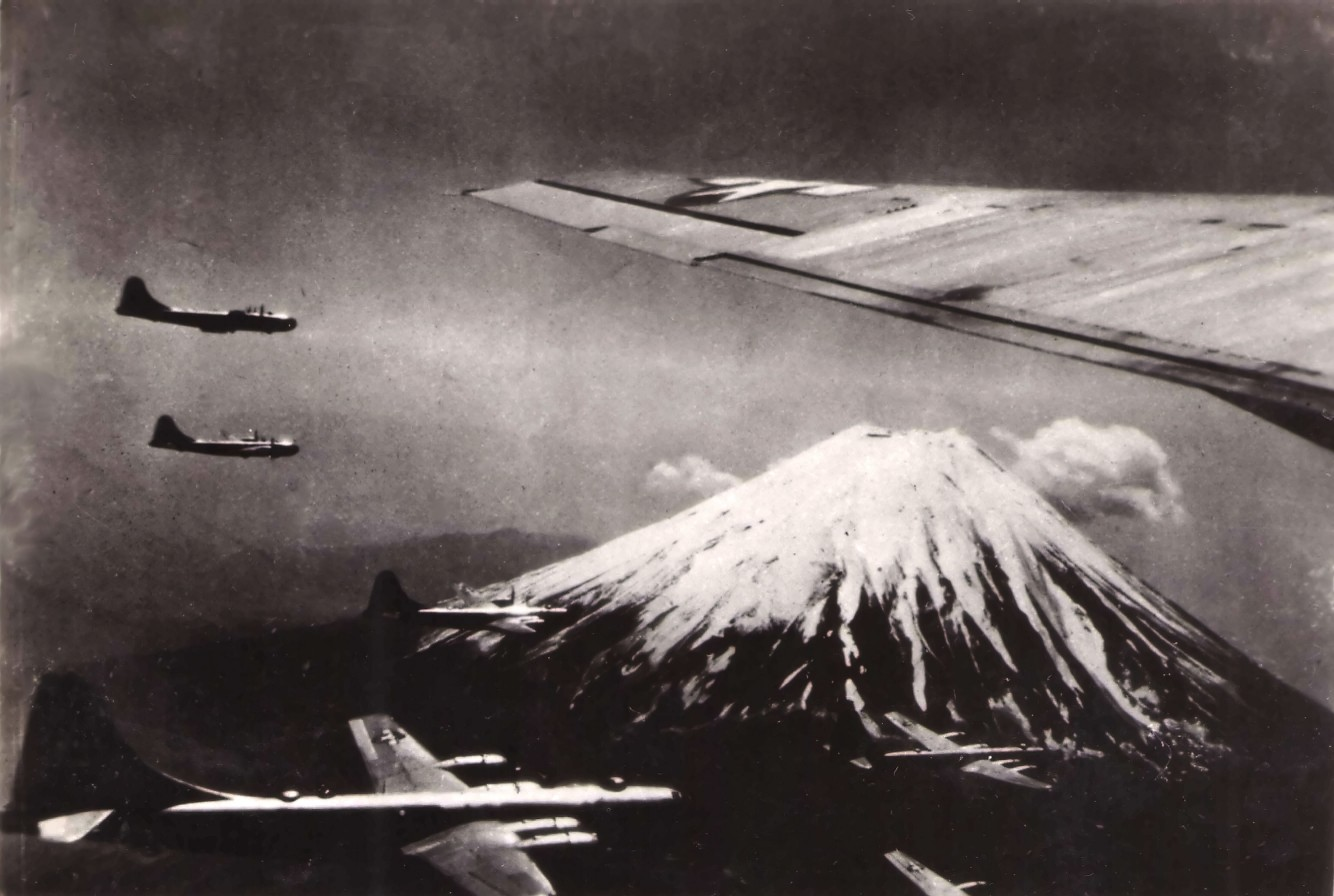
富士山上空を飛ぶB-29の編隊

1945年（昭和20年）7月10日、富士山頂にあった富士山測候所にアメリカ軍による機銃掃射攻撃が行われた。富士山は独立峰で遠方への眺望が効き、日本本土空襲を行うアメリカ軍機の動向を視認できる場所であったほか、1944年には東京と八丈島を結ぶ無線通信回線の中継拠点として山頂の旧登山小屋が活用されたため麓からの送電が始められ、高層気象観測拠点として重要な測候所へも給電された。また、この測候所からは東京の灯火管制を点検していた。日本の象徴という文化的意味に加え、軍事拠点ともなった富士山頂への攻撃が大戦末期に行われ、観測員に負傷者が出た事が業務日誌である『カンテラ日誌』を通じて残されている。

また、アメリカ軍は日本の降伏を早めるために富士山をペンキで真っ赤に染め上げ、士気を下げるという計画を立案した。しかし、計画に必要な物資の量がB-29約3万機、ペンキ約12トンという膨大な量になる計算だったため、現実性に欠けるとして計画は中止されたというエピソードも紹介されている。

## 富士山と眺望

### 特別名勝としての富士山
富士山は1952年（昭和27年）10月7日に「名勝」に指定され、同年11月22日に「特別名勝」に指定された。山梨県側は富士吉田市・船津村（現・富士河口湖町）・鳴沢村・中野村（現・山中湖村）の範囲が指定された。静岡県側は御中道に囲まれる地域全部および富士宮口登山道（富士宮市）と御殿場口登山道（御殿場市）を挟む標高1500 m以上の地域、またこれと重複しない一合目以上御中道に至る富士宮口登山道および須走口登山道（小山町）が範囲となっている。

### 富士山の眺望
富士山への良好な眺望が得られる128景233地点を、国土交通省関東地方整備局が関東の富士見百景として、2005年（平成17年）に選定した。また2017年には環境省および都県・市町村が中心となり、「富士山がある風景100選」が選定された。富士箱根伊豆国立公園指定80周年記念事業に伴うものである。
羽田空港から西に向かう国内便などでは富士山の上空を通過する。その際、機長が富士山を案内するアナウンスをすることが多い。また、新年のご来光を見るための遊覧飛行便も運行される。
東海道新幹線においても、良好な眺望を得られる際は車内アナウンスが行われる。
富士山を見ることができる最遠地は富士山頂から322.9キロメートル離れた和歌山県那智勝浦町にある色川富士見峠（妙法山とは別）である。また、眺望の北限は2017年1月16日に富士山から308キロメートル離れた福島県川俣町と飯舘村にまたがる花塚山（標高919m）と、日本地図センターにより認定された。南東方向に約271 km離れた八丈島の三原山からも眺望される。2014年に、理論上可能とされていた京都府からの撮影に成功したことにより、富士山の見える都道府県は、 20都府県となった（福島・栃木・茨城・群馬・埼玉・千葉・東京・神奈川・新潟・富山・山梨・静岡・長野・岐阜・愛知・滋賀・三重・京都・奈良・和歌山）。

### 様々な表情の富士山
富士山の表情は、見る場所・角度・季節・時間によって様々に変化する。富士と名が付く、いくつかの姿がある。
| 画像                                                                    | 富士山の姿       | 解説 |
| ----------------------------------------------------------------------- | ---------------- | --- |
|                                                                         | 赤富士           | 夏の朝、露出した山肌が朝焼けにより赤くなった姿。 葛飾北斎をはじめとした画家が「赤富士」を描いた絵画を残した。                                                           |
|                                                                         | 紅富士           | 雪化粧した富士山が朝日や夕日で紅色に染まる姿。 「モルゲンロート」（ドイツ語Morgenrot）が用いられる場合がある。                                                          |
|                                                                         | 逆さ富士         | 波立ちが少ない水面に映る逆さの富士山の光景。 D五千円券の裏の図案に、本栖湖の逆さ富士が使用された。                                                                      |
| 竜ヶ岳（山梨県）から望む日の出時のダイヤモンド富士（2015年12月5日撮影） | ダイヤモンド富士 | 太陽が昇った時または沈む時、太陽が富士山の頂上と重なり、 富士山の頂上付近がダイヤモンドのように光る現象。 富士山が見える西または東の場所から、年に2回見ることができる。 |
|                                                                         | 影富士           | 朝日や夕日で富士山の山容の影が周囲に映し出される風景。 富士山登山時に山の上部から、雲海の上に見られる場合がある。                                                       |
|                                                                         | 笠雲             | 笠雲とレンズ雲を伴う。富士山の頂上に傘をかぶせた雲がある風景。 その際は、次第に麓では曇りまたは雨になることが多い。                                                     |

### 「表富士」と「裏富士」

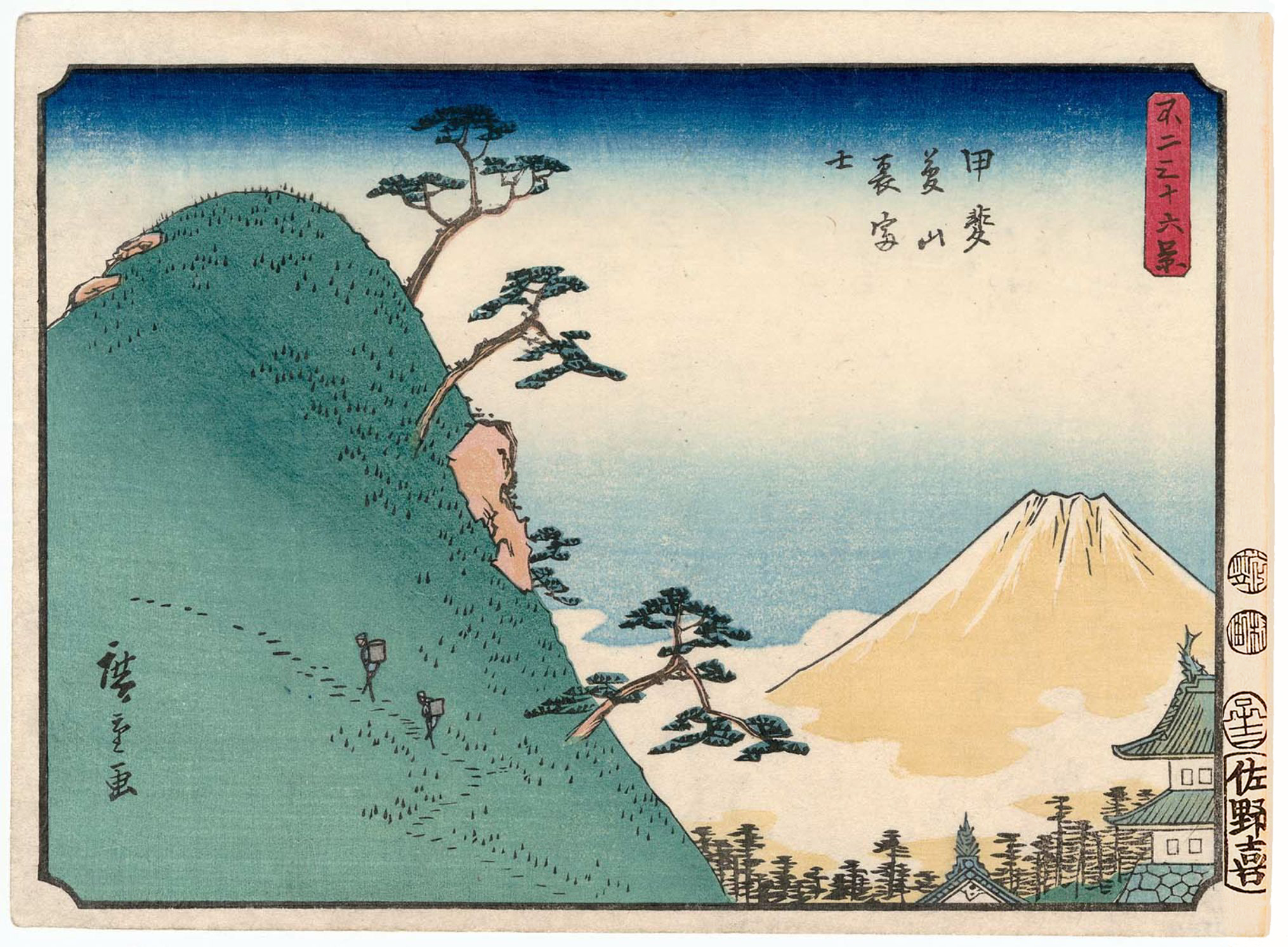
『不二三十六景 甲斐夢山裏富士』

現在も富士山の山小屋や登山道の道標として「表口」や「裏口」という表現がみられ、一般的に静岡県から見た富士山を表富士、山梨県からの姿を裏富士として認知されているが、これには歴史的背景がある。延宝8年（1680年）に作成された『八葉九尊図』では既に「するが口表」という表記がある。他に『甲斐国志』巻35ではこのような記述がある。
他の資料にも共通した記述がみられ、このように南麓を表、北麓を裏とする考え方は一般的な認識であったと言える。これとは別に「裏富士」という言葉があり、葛飾北斎の『富嶽百景 裏不二』『冨嶽三十六景 身延川裏不二』や歌川広重の『不二三十六景 甲斐夢山裏富士』など、作品名に採用されている例がみられる。

## 富士山の文化

### 学術研究
活火山かつ日本最高峰で、広大な山麓を持つ富士山は、自然科学と人文科学の両面で研究対象となっている。火山防災や地質学、気象学、生態系といった自然科学では山梨県富士山科学研究所（富士吉田市）、人文科学を含む学際的研究では静岡県富士山世界遺産センター（富士宮市）や富士学会といった専門の研究機関・団体もある。
地形の険しさや山頂近くの強風により、野外で実地踏査できるのは富士山の5–10パーセント程度であり、植生が不明なエリアも多い。上空からの観測・撮影も、ドローンの上昇限界が2750メートル程度という制約がある。

### 美術における富士山

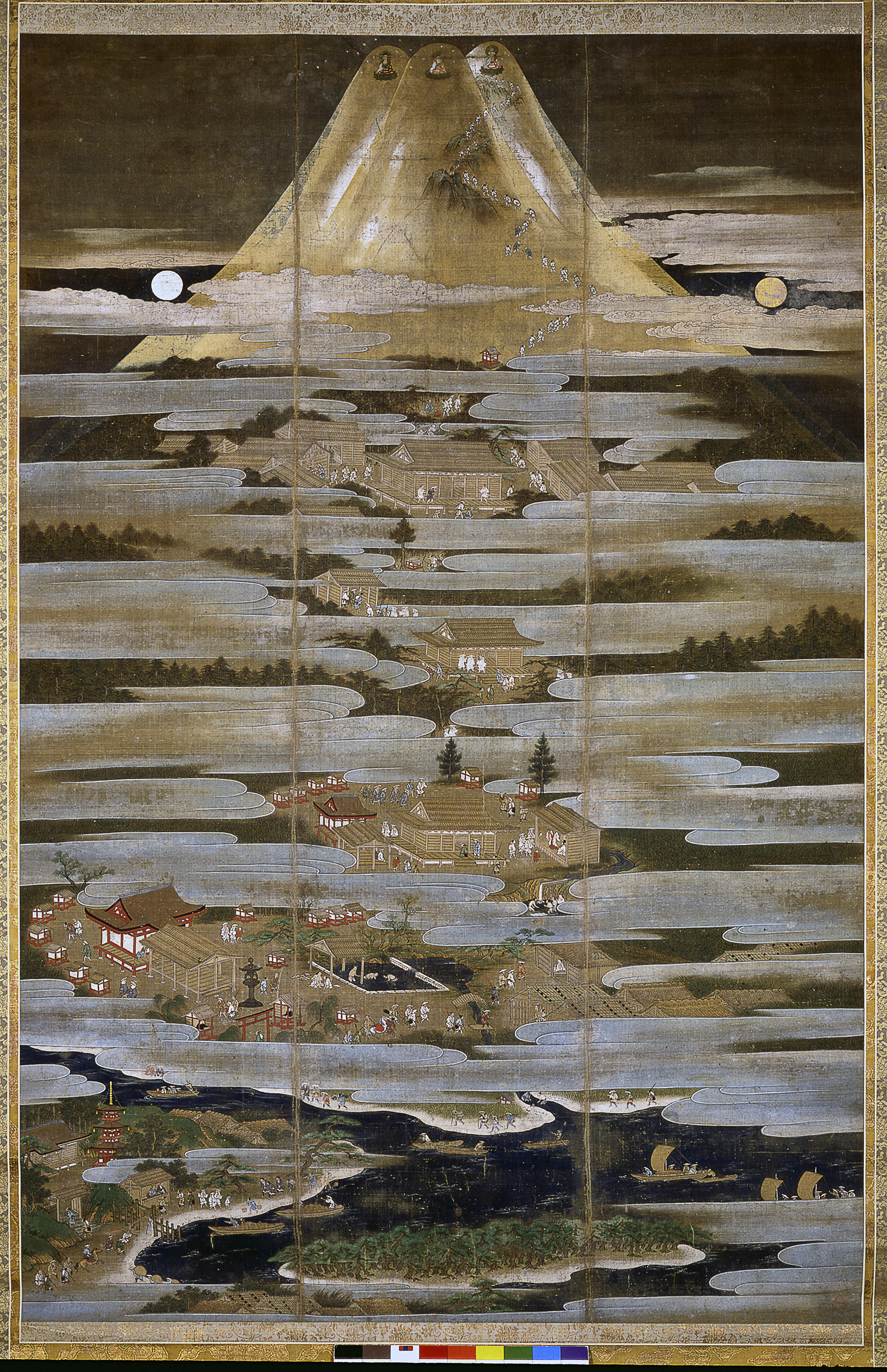
三峰型富士の例
絹本着色富士曼荼羅図 狩野元信（伝）
峰型富士の例（上図）と同じ構図の実写富士は、ギャラリーに掲載

富士山絵画は平安時代に歌枕として詠まれた諸国の名所を描く名所絵の成立とともにはじまり、現存する作例はないものの、記録からこの頃には富士を描いた名所絵屏風の画題として描かれていたと考えられている。現存する最古の富士図は法隆寺献納宝物である（1069年・延久元年）の『聖徳太子絵伝』（東京国立博物館蔵）で、これは甲斐の黒駒伝承に基づき黒駒に乗った聖徳太子が富士を駆け上る姿を描いたもので、富士は中国山水画風の山岳図として描かれている。

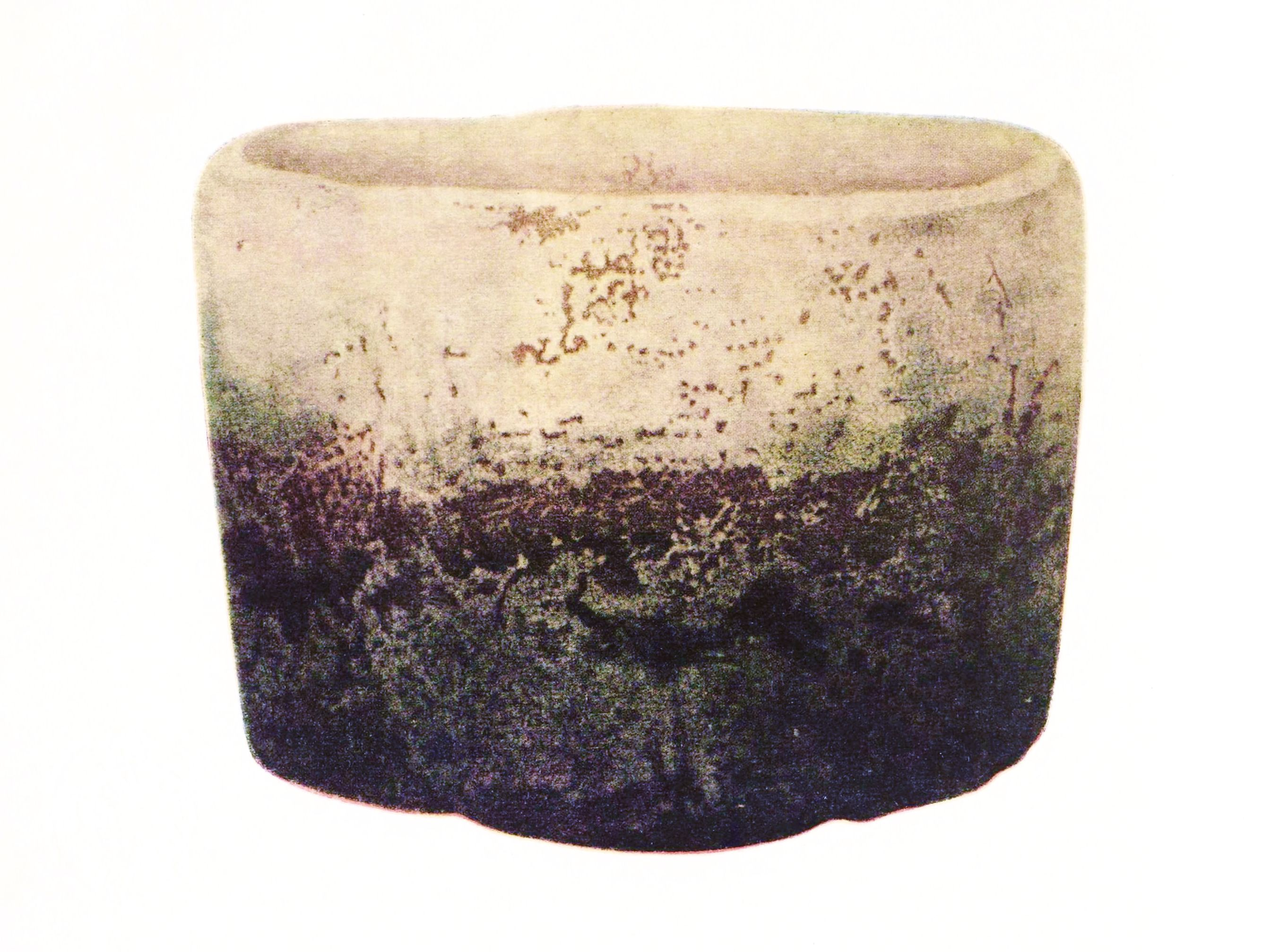
楽焼白片身変茶碗 銘不二山（国宝）

鎌倉時代には山頂が三峰に分かれた三峰型富士の描写法が確立し、『伊勢物語絵巻』『曽我物語富士巻狩図』など物語文学の成立とともに舞台となる富士が描かれ、富士信仰の成立に伴い礼拝画としての『富士曼陀羅図』も描かれた。また絵地図などにおいては反弧状で緑色に着色された他の山に対して山頂が白く冠雪した状態で描かれ、特別な存在として認識されていた。
室町時代の作とされる『絹本著色富士曼荼羅図』（富士山本宮浅間大社所蔵、重要文化財）には三峰型の富士とその富士山に登る人々や、禊ぎの場であった浅間神社や湧玉池が描かれており、当時の様子を思わせるものである。また、伝雪舟作『富士三保清見寺図』（永青文庫所蔵）は、三保の松原と富士山を同一画面に収めた作品であり、静岡市日本平からの眺望とされている。雪舟型の富士山図は江戸時代を通じて写しの手本とされ、狩野派を中心に数多くの作品が派生している。

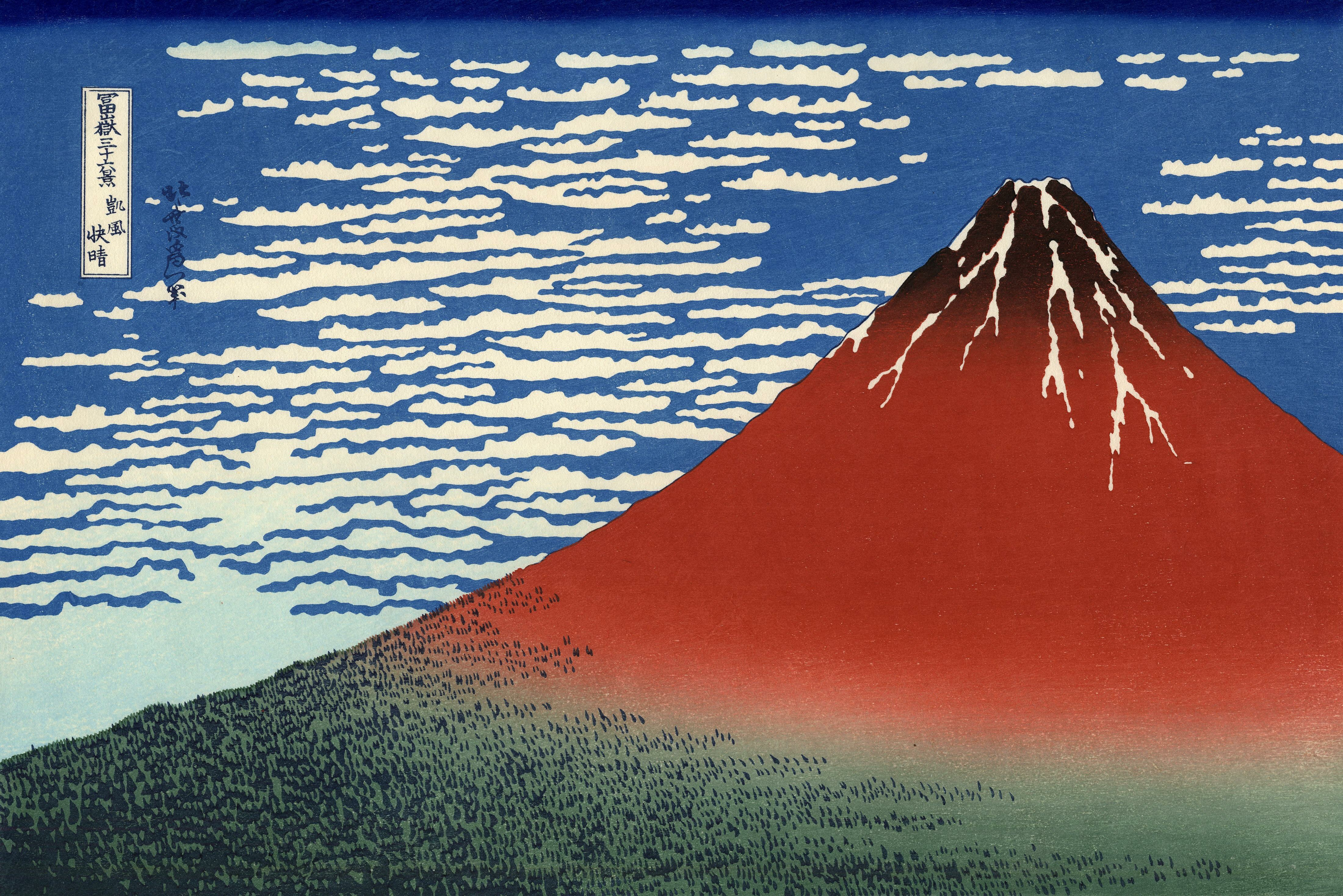
凱風快晴、葛飾北斎作

江戸時代には、1767年（明和4年）に河村岷雪が絵本『百富士』を出版し、富士図の連作というスタイルを提示した。葛飾北斎は、河村岷雪の手法を援用した、富士図の連作版画『冨嶽三十六景』（1831年 - 1834年・天保2年–5年頃）、および、絵本『富嶽百景』（全三編。初編1834年・天保5年）を出版した。前者において、舶来顔料を活かした藍摺などの技法を駆使して富士を描き、夏の赤富士を描いた『凱風快晴』や『山下白雨』、荒れ狂う大波と富士を描いた『神奈川沖浪裏』などが知られる。後者は墨単色摺で、旧来の名所にこだわらず、天候描写に拘るなど、抽象性が高まっている。
また、歌川広重も北斎より後の1850年代に『不二三十六景』『冨士三十六景』『富士見百図』を出版した。広重は甲斐国をはじめ諸国を旅して実地のスケッチを重ね作品に活かしている。『東海道五十三次』でも、富士山を題材にした絵が多く見られる。北斎、広重らはこれらの連作により、それまで富士見の好スポットと認識されていなかった地点や、甲斐国側からの裏富士を画題として開拓していった。工芸品としては本阿弥光悦が自ら制作した楽焼の茶碗に富士山の風情を見出し、「不二山」と銘打っている。

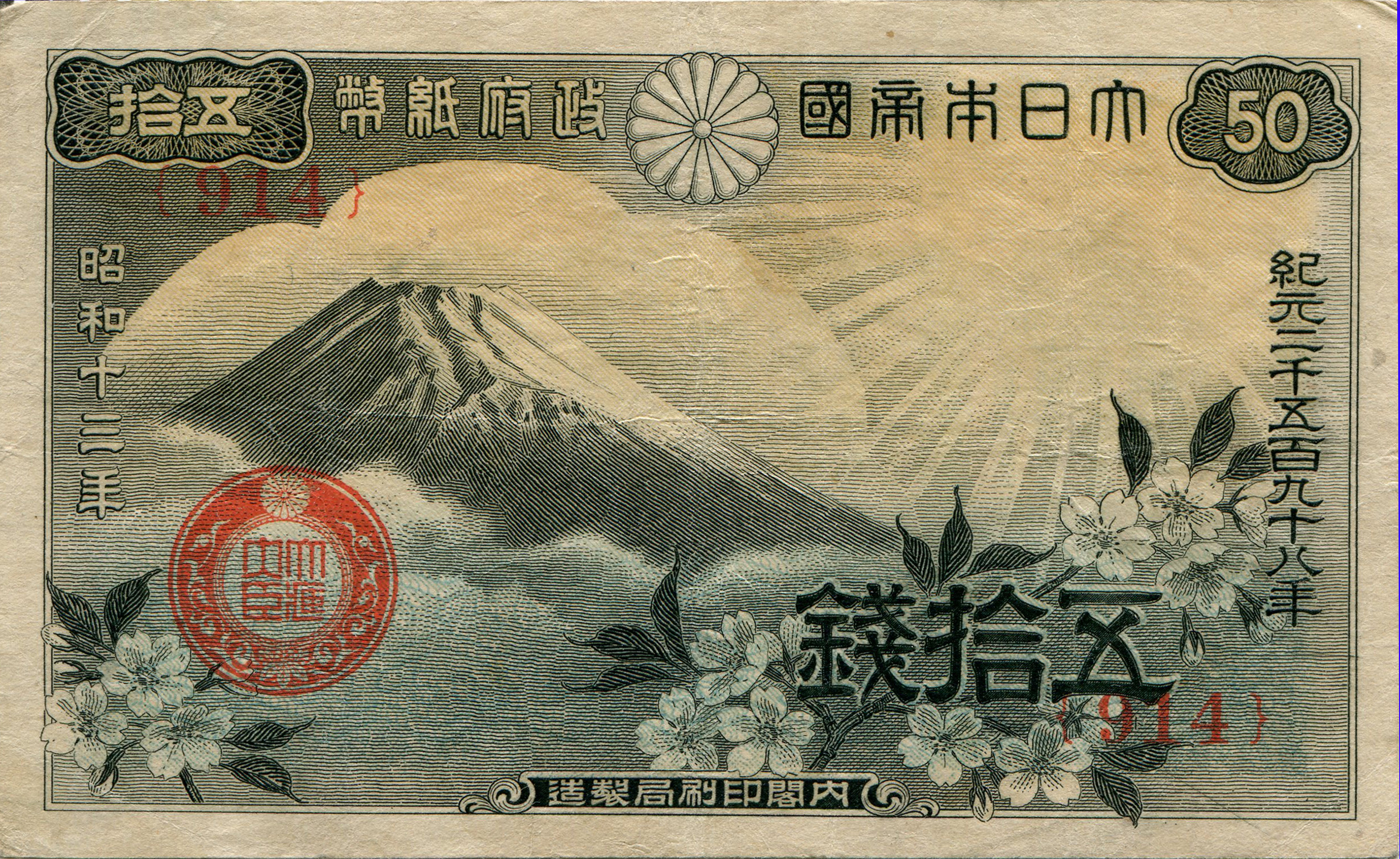
50銭政府紙幣（1938年発行）
岡田紅陽が撮影した愛鷹山からの富士山がモデル。

富士は日本画をはじめ絵画作品や工芸、写真、デザインなどあらゆる美術のモチーフとして扱われている。日本画においては近代に殖産興業などを通じて富士が日本を象徴する意匠として位置づけられ美術をはじめ商業デザインなどに幅広く用いられ、絵画においては伝統を引き継ぎつつ近代的視点で描かれた富士山絵画が制作された。また、鉄道・道路網など交通機関の発達により数多くの文人・画家が避暑地や保養地としての富士山麓に滞在し富士を題材とした作品を製作しているが、富士を描いた風景画などを残している画家として富岡鉄斎、洋画においては和田英作などがいる。
富士山をモチーフとした美術品は当時のヨーロッパでも多く流通しており、このことから富士山もヨーロッパで広く知られていた。1893年（明治26年）、日本を旅行していたオーストリア＝ハンガリー帝国の皇位継承者フランツ・フェルディナント大公は、日記に次のように書いている。
その後も富士山は大日本帝国により日本国および聖俗両面の統治者である天皇を中心とした日本独自の政治体制である国体の象徴として位置づけられ、富士は国家のシンボルとして様々に描かれた。これは太平洋戦争（第二次世界大戦、大東亜戦争）で日本と戦ったアメリカ合衆国にも共有された概念で、反日感情を煽るアニメやポスターなどの戦意高揚創作でも富士山が取り上げられた。また、軍事目標としての富士山頂への攻撃も行われた（後述）。
戦後には国体のシンボルとしてのイメージから解放された「日本のシンボル」として、日本画家の横山大観や片岡球子らが富士を描いた。また、現代美術の世界ではこれらの伝統的画題へのアンチテーゼとしてパロディや風刺、アイコンとして富士を描く傾向も見られる。
深田久弥は『日本百名山』の中で富士山を「小細工を弄しない大きな単純」と評し、「幼童でも富士の絵は描くが、その真を現わすために画壇の巨匠も手こずっている」という。
日本画全般の題材として「富士見西行」があり、巨大な富士山を豆粒のような人物（僧、西行法師）が見上げるという構図で、水墨画や彫金でも描かれている。

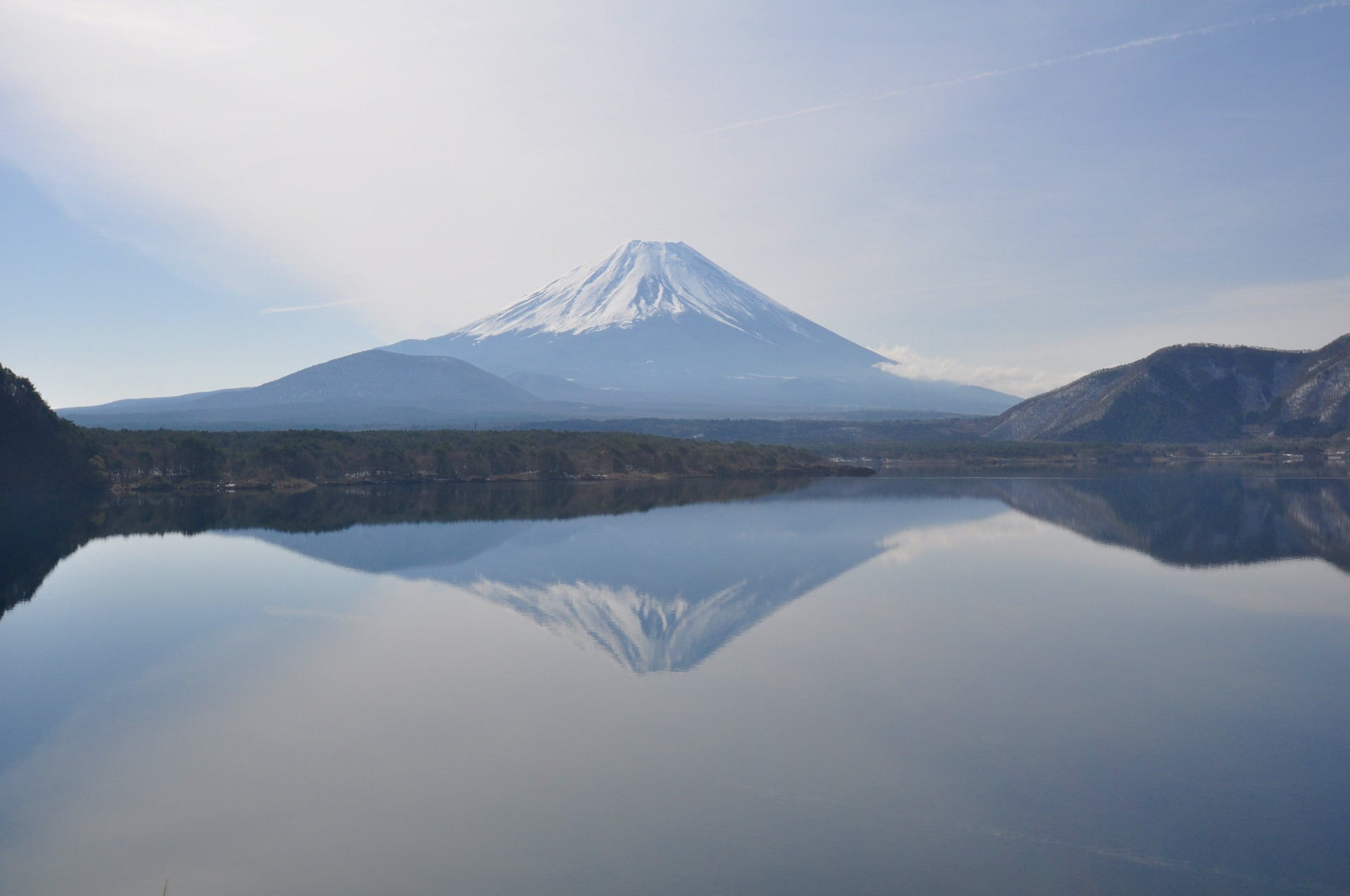
千円札、旧五千円札のモデルとなった本栖湖からの富士山

近代では紙幣や切手のデザインにも用いられている。
- 富士山が紙幣のデザインに用いられる例は数多くある。古くは1913年発行の50銭政府紙幣があり、愛鷹山からの富士山である。その後の1951年と1969年発行の旧五百円札は大月市の雁ヶ腹摺山からの富士山を元にしている。1984年発行の旧五千円札と2004年発行の千円札は本栖湖の湖畔からの富士山である[102]。
- 富士山を描写した切手が郵便局から発売された[103]。

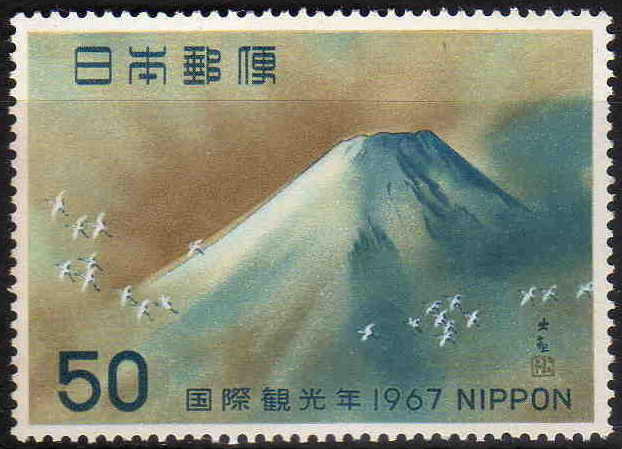
国際観光年50円切手の図案（横山大観『霊峰不二』）

- 年賀切手昭和11年用 渡辺崋山『富嶽図』（1935年）
- 第1次国立公園 富士箱根（暁の富士、芦の湖より、三ッ峠より、東海道の富士）（1936年）
- 第1次国立公園 第2次富士箱根（三ッ峠より、河口湖より、七面山より、山中湖より）（1949年）
- 第2次国立公園 富士箱根伊豆（芦ノ湖、三ッ峠、大瀬崎）（1962年）
- 国際観光年 横山大観『霊峰不二』（1967年）
- 河口湖、西湖、精進湖、本栖湖、山中湖（1999年（平成11年））
- 葛飾北斎（1999年（平成11年））
- オオマツヨイグサ・山梨県（2005年（平成17年））

### 文学における富士山
富士山は和歌の歌枕としてよく取り上げられる。また、『万葉集』の中には、富士山を詠んだ歌がいくつも収められている。
「田子の浦ゆうち出でてみれば真白にぞ富士の高嶺に雪は降りける」（巻3・318）は山部赤人による有名な短歌（反歌）である。
また、この反歌のその次には高橋虫麻呂による富士を讃えた長歌があり、その一節に「…燃ゆる火を 雪もち消ち 降る雪を 火もち消ちつつ…」（巻3・319・大意「（噴火の）燃える火を（山頂に降る）雪で消し、（山頂に）降る雪を（噴火の）火で消しつつ」）とあり、当時の富士山が火山活動を行っていたことがうかがえる。
『新古今和歌集』から。富士の煙が歌われている。
風になびく富士の煙の空にきえてゆくへもしらぬ我が心かな 西行 (#1613)
都人にとって富士は遠く神秘的な山として認識され、古典文学では都良香『富士日記』が富士の様子や伝承を記録している。
『竹取物語』は物語後半で富士が舞台となり、時の天皇がかぐや姫から贈られた不老不死の薬を、つきの岩笠と大勢の士に命じて天に一番近い山の山頂で燃やしたことになっている。それからその山は数多の士に因んでふじ山（富士山）と名付けられたとする命名説話を記している。なお、富士山麓の静岡県富士市比奈地区には、「竹採塚」として言い伝えられている場所が現存している。
ほか、『源氏物語』や『伊勢物語』でも富士に言及される箇所があるものの、主要な舞台となるケースは少ない。富士は甲駿の国境に位置することが正確に認識されており、古代においては駿河国に帰属していたため古典文学においては駿河側の富士が題材となることが多いが、『堤中納言物語』では甲斐側の富士について触れられている。
また、「八面玲瓏」という言葉は富士山から生まれたといわれ、どの方角から見ても整った美しい形を表している。
中世から近世には富士北麓地域に富士参詣者が往来し、江戸期には地域文芸として俳諧が盛んであった。近代には鉄道など交通機関の発達や富士裾野の観光地化の影響を受けて、多くの文人や民俗学者が避暑目的などで富士へ訪れるようになり、新田次郎や草野心平、堀口大學らが富士をテーマにした作品を書き、山岳文学をはじめ多くの紀行文などに描かれた。
富士山麓に滞在した作家は数多くおり、武田泰淳は富士山麓の精神病院を舞台とした小説『富士』を書いており、妻の武田百合子も泰淳の死後に富士山荘での生活の記録を『富士日記』として記している。津島佑子は山梨県嘱託の地質学者であった母方の石原家をモデルに、富士を望みつつ激動の時代を過ごした一族の物語である『火の山―山猿記』を記した。
また、北麓地域出身の文学者として自然主義文学者の中村星湖や戦後の在日朝鮮人文学者の李良枝がおり、それぞれ作品の中で富士を描いており、中村星湖は地域文芸の振興にも務めている。
太宰治が1939年（昭和14年）に執筆した小説『富嶽百景』の一節である「富士には月見草がよく似合ふ」はよく知られ、山梨県富士河口湖町の御坂峠にはその碑文が建っている。直木賞作家である新田次郎は富士山頂測候所に勤務していた経験をもとに、富士山の強力（ごうりき）の生き様を描いた直木賞受賞作『強力伝』や『富士山頂』をはじめ数々の富士にまつわる作品を執筆している。
高浜虚子は静岡県富士宮市の沼久保駅で降りた際、美しい富士山を見て歌を詠んだ。駅前にはその歌碑が建てられている。
「とある停車場富士の裾野で竹の秋/ぬま久保で降りる子連れ花の姥」

### 音楽における富士山
富士山は音楽においてもよく取り上げられる。以下が主な作品である。
- ふじの山 - 文部省唱歌
- 富士よ夢よ友よ - 静岡県の県民愛唱歌
- 富士山 (多田武彦) - 男声合唱曲の代表的なレパートリーのひとつ
- 真白き富士の根 - 1910年に逗子開成中学校の生徒ら12人を乗せたボート「箱根号」が七里ヶ浜沖で転覆、全員死亡した事件を歌った歌謡曲
- 喧嘩富士 - 橋幸夫の4枚目のシングルで、同名映画の主題曲
- 富士山 - 電気グルーヴ5枚目のオリジナル・アルバム『VITAMIN』収録。山梨県が舞台である日本テレビ系ドラマ『ホットスポット』の挿入歌として使用された。
- 富士の国 - 長渕剛の50枚目のシングル
- アッパレ! フジヤマ - シブがき隊の11枚目のシングル。牛乳石鹼のコマーシャルソングに使われた。

## 富士山と地域振興
富士山一帯の宗教施設や避暑、富士登山を目的とする観光客相手の観光業も活発に行われている。しかし、富士山麓には温泉地として成立する規模の湯量は湧出していない。
富士山の利用について、静岡県側が自然・文化の保護を重視するのに対し、山梨県側は伝統的に観光開発を重視している。山頂所有権問題、山小屋トイレ問題、マイカー規制問題、世界遺産登録問題等、過去から現在に至るまでの折々で双方の思惑の相違が表面化している。

### 富士山と観光

#### 富士登山
富士登山には登山の知識や経験、装備が不可欠である。一般的には、毎年7月1日の山開きから9月上旬の山じまいまでの期間、登山が可能である。期間外は、万全な準備をしない者の登山は原則禁止されている。 とくに積雪期・残雪期の登山は極めて危険である。

#### その他の観光
その優美な姿から、富士山が見える場所は著名な観光地となっていることが多い。
- 箱根 - 箱根は富士山が望めるうえに、東京から近く温泉や歴史・美術館や各種の乗り物が楽しめることもあり、年間を通じて内外の観光客が絶えない。また、夏は避暑地としても有名である。
- 富士五湖 - 富士五湖は富士山周辺の観光地として著名であり、本栖湖の逆さ富士が日本銀行券に採用されている。
- 白糸の滝 - 白糸の滝は上流に川は存在せず、富士山の雪解け水が溶岩断層から湧き出す非常に珍しい形成をしている滝である。また、音止の滝と共に日本の滝百選に指定されている。
- 朝霧高原 - 朝霧高原は富士山を綺麗に臨むスポットとして著名であり、その自然と広大な土地もあり過去に第13回世界ジャンボリーも開催されている。
- ダイヤモンド富士 - ダイヤモンド富士などがはっきりと拝める田貫湖や山中湖といったスポットも有名で、特に写真撮影を目的として訪れる観光客もいる。
- ドライブ - 富士スバルラインや富士山スカイラインなどを利用して、5合目までマイカーで上がることができる。シーズン中はマイカー規制の期間があり、冬期は閉鎖される。

### 富士山の日（2月23日）
2月23日を「2:ふ・2:じ・3:さん」と語呂合わせで読み「富士山の日」として制定している自治体がある。
- 2001年（平成13年） 山梨県富士河口湖町（当時は河口湖町）にて条例を制定。
- 2002年（平成14年） 山梨県富士吉田市を中心に、山梨県の富士山麓10市町村、2恩賜林組合が了承。
- 2009年（平成21年）12月21日 静岡県議会にて条例を全会一致で可決。同年12月25日条例を制定。

静岡県、山梨県どちらも、富士山は普段の生活に溶け込み過ぎており、「あって当たり前」の空気のような存在である。そのため「富士山の日」に、各自治体や県内企業などがさまざまなイベント等を催し、参加することなど通じて、身近すぎる富士山を改めて、日本のシンボルとしても名高い名峰として再認識する機会としている。また併せて富士山の世界遺産登録に向けた動きを地元から活発化したいとの期待も込められている。
静岡県教育委員会で、各市町村に対して2011年（平成23年）より「富士山の日」を学校休業日とするよう要望した。休業日として組み込んだ自治体があるなか、麓である富士市教育委員会では「特定日を学校休業日とすることはなじまない」という理由で、2011年以降休業日としていない。ただし富士山の日の意義から、学校で学べる場の提供や、富士山こどもの国の無料開放、図書館や博物館などの社会教育施設にも富士山の日にちなんだ事業実施を要請している。なお、改元および徳仁の天皇即位に伴い、2020年から2月23日が天皇誕生日に伴う国民の祝日となったことでこの学校休業措置は事実上発展解消した。
なお、富士山の日を最初に宣言したのは、パソコン通信「NIFTY-Serve」内の「山の展望と地図のフォーラム（FYAMAP）」で、1996年1月1日にネット上で発表した。

### 富士山ナンバー
静岡運輸支局管内の4市2町と山梨運輸支局管内の1市2町4村を対象とした、いわゆるご当地ナンバーとして2008年11月4日から富士山ナンバーの交付が開始された。管轄支局が二県にまたがるナンバープレートは珍しい。

### 富士山検定
「富士山検定実行委員会」が主催する富士山検定が、富士商工会議所、富士吉田商工会議所、静岡新聞社・静岡放送、山梨日日新聞社・山梨放送、NPO法人富士山検定協会の5者により行われている。

### 地域間交流
富士山の湧水を琵琶湖へ、琵琶湖の水を富士山頂へ注ぐ交流が昭和三十二年以降静岡県富士宮市と滋賀県近江八幡市の間で続けられている。これは「近江の土を掘り富士山を作りその穴が琵琶湖になった」という伝説からである。富士山の湧水を琵琶湖へ注ぐことを「お水返し」といい、琵琶湖の水を富士山頂へ注ぐことを「お水取り」という。
2014年には日本富士山協会と中華民国山岳協会との間で、富士山と玉山の友好山提携が締結されている。標高3952 mの玉山は台湾の日本統治時代に新高山と呼ばれ、日本の最高峰であった。

## 備考

### 文字
- 和文通話表で、「ふ」を送る際に「富士山のフ」という。
- 文字コードのUnicode6.0では、携帯電話などで使われていた絵文字も追加されたが、その中に「MOUNT FUJI」として富士山も含まれている（U+1F5FB、🗻）[123]。

| 記号 | Unicode | JIS X 0213 | 文字参照            | 名称       |
| ---- | ------- | ---------- | ------------------- | ---------- |
| 🗻   | U+1F5FB | -          | &#x1F5FB; &#128507; | MOUNT FUJI |

## ギャラリー

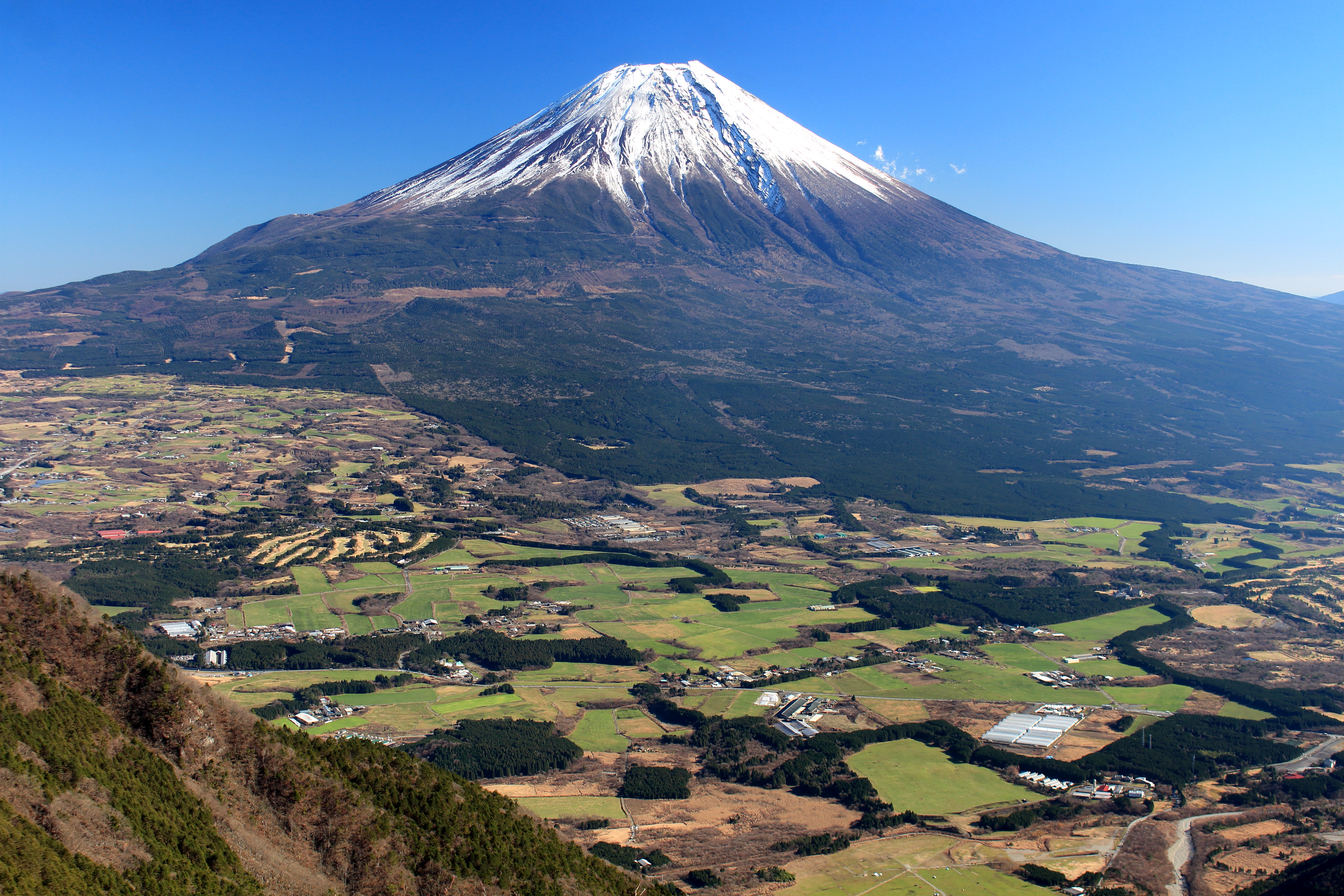
西の毛無山より、手前は朝霧高原
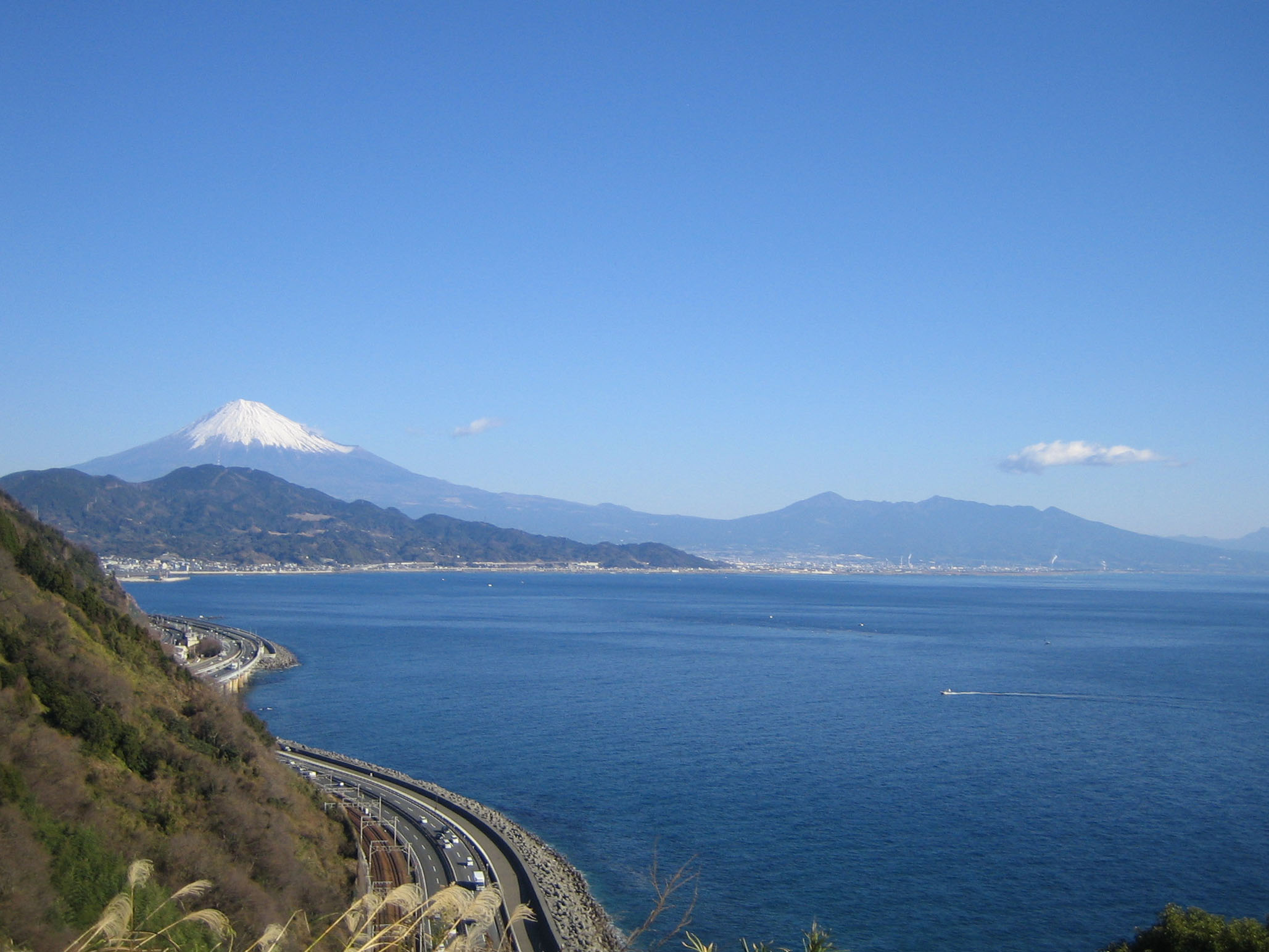
南西の薩埵峠(静岡市)より駿河湾越し
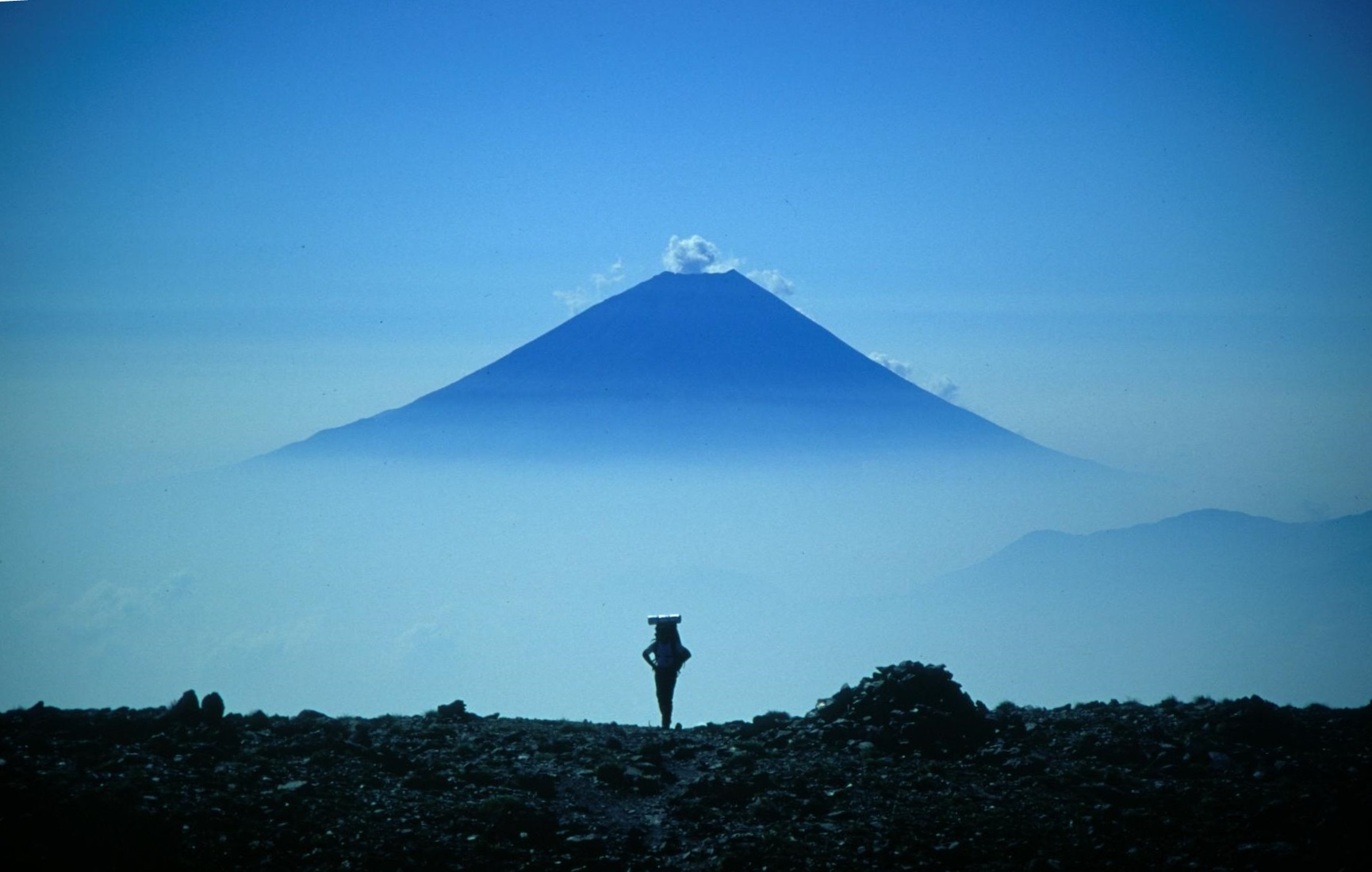
北西の南アルプス間ノ岳山頂部より
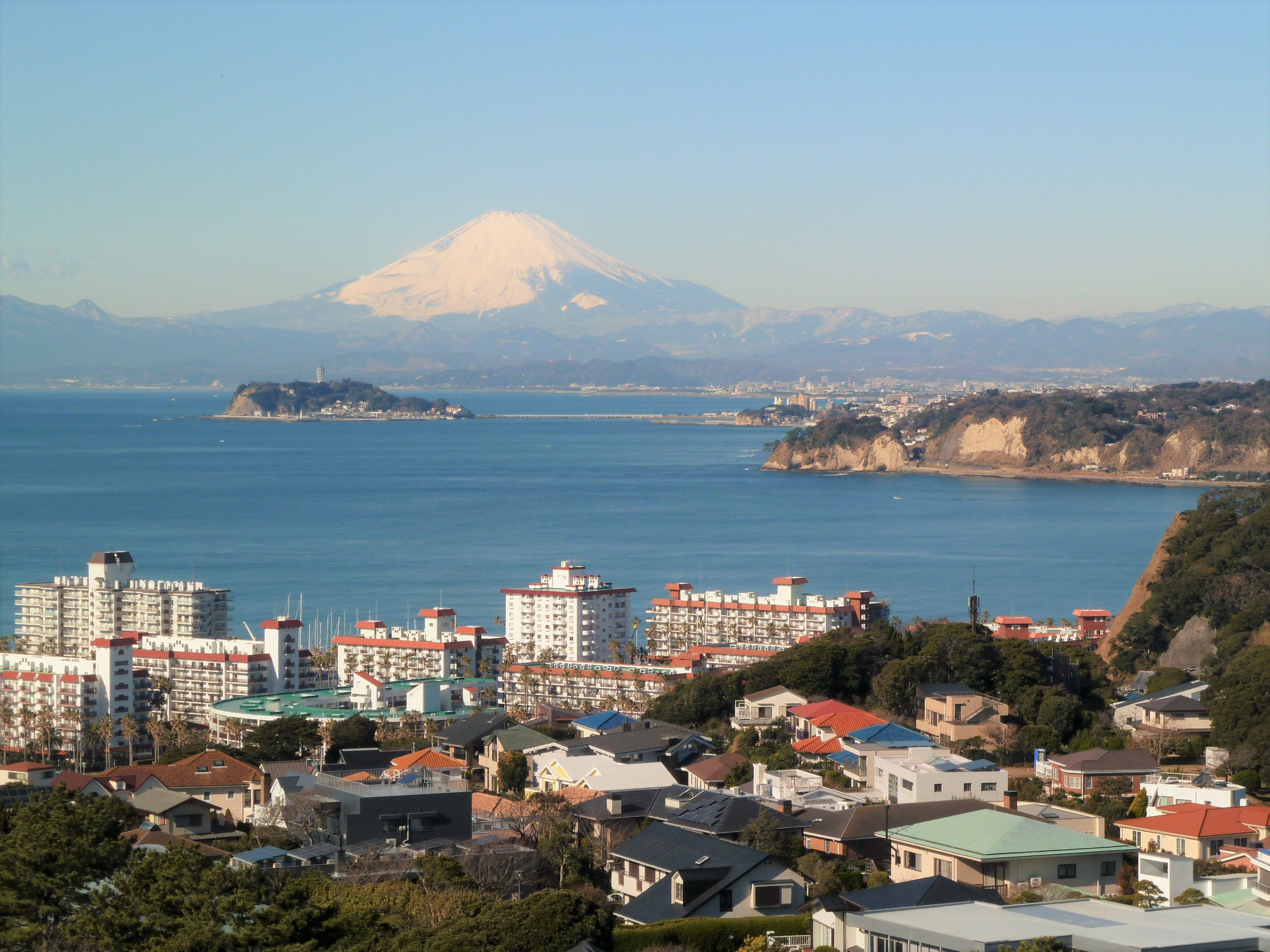
東方、三浦半島から、江の島と相模湾と富士山
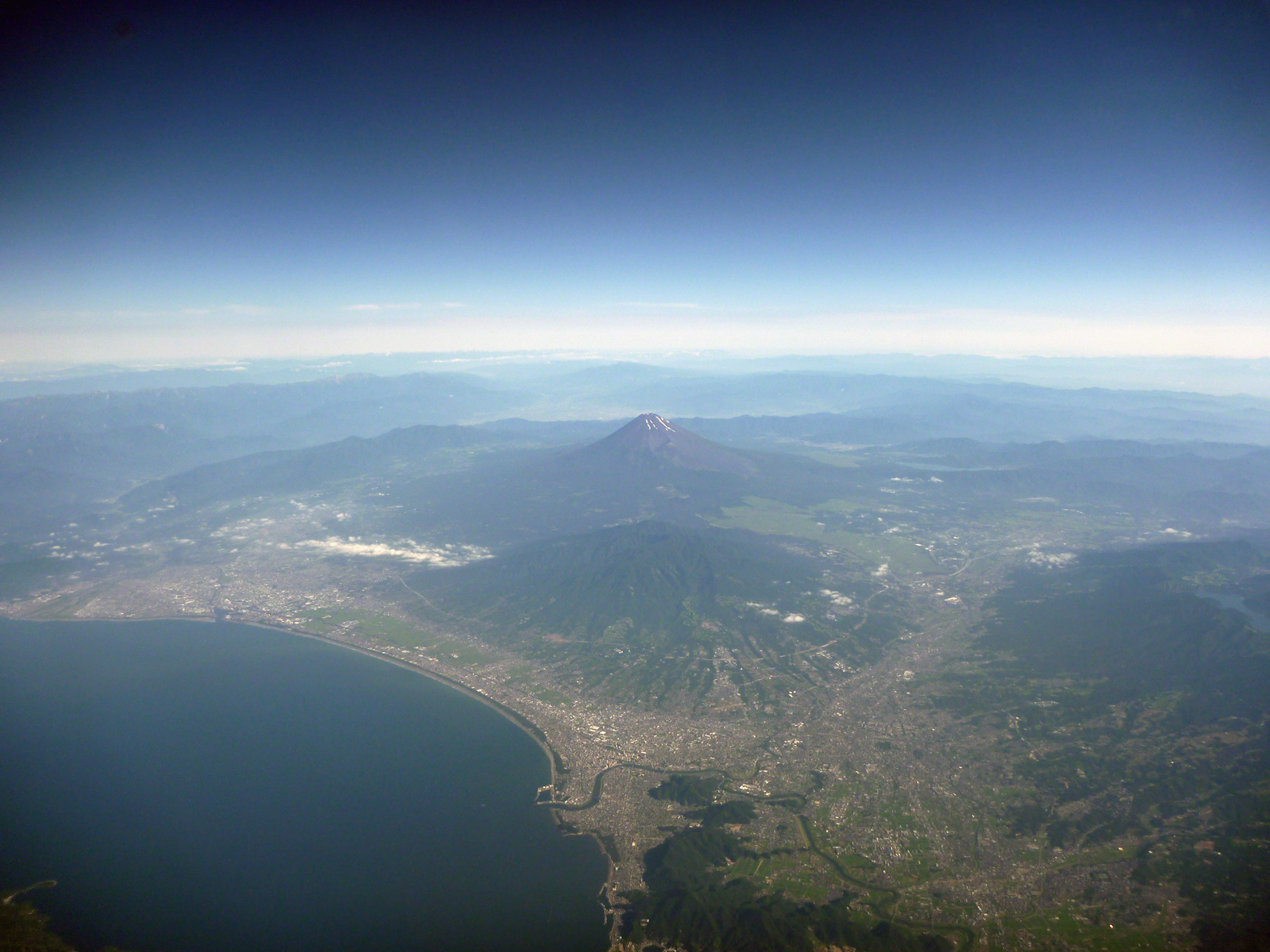
南から。手前は愛鷹山
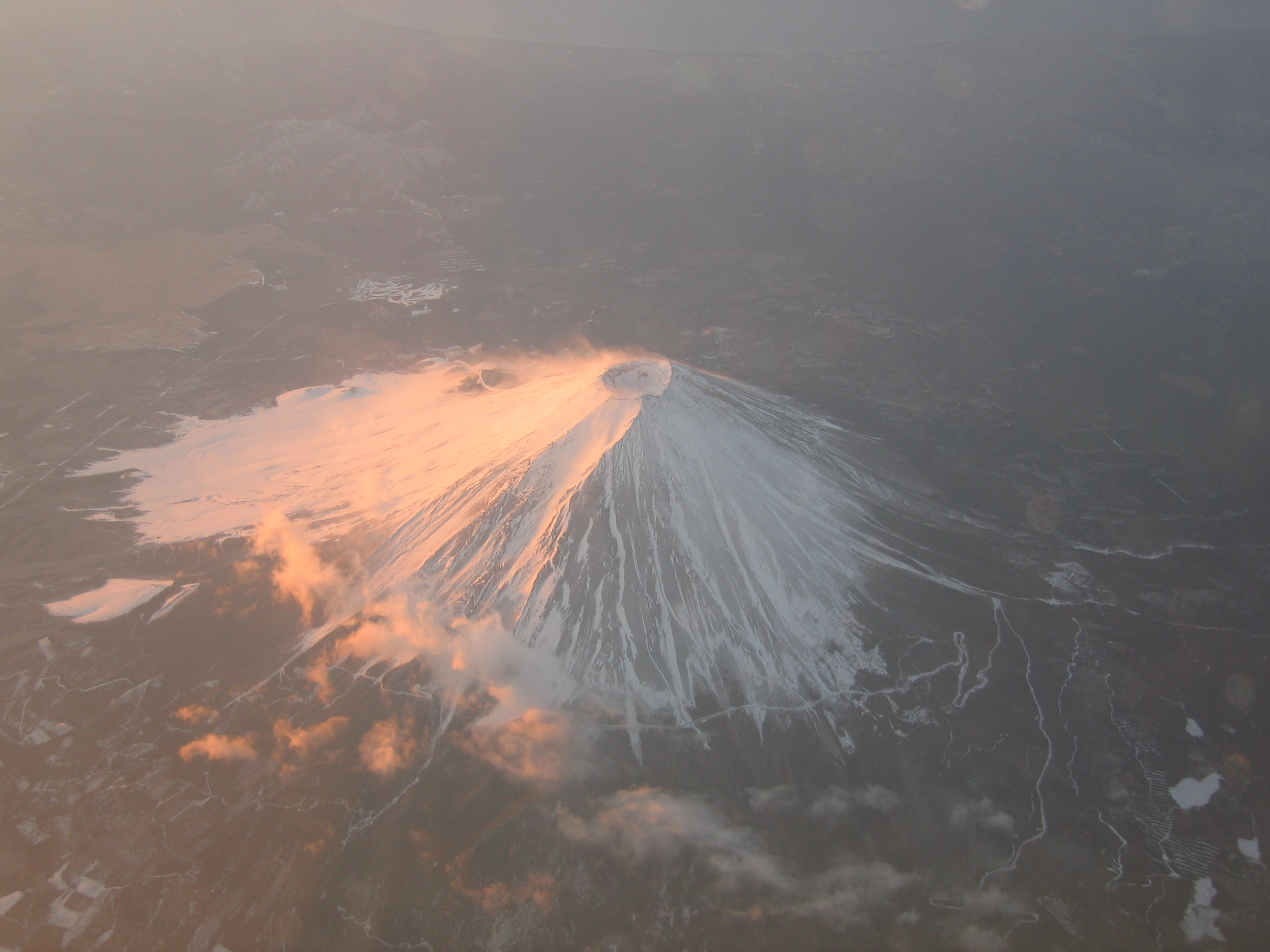
北からの朝焼け
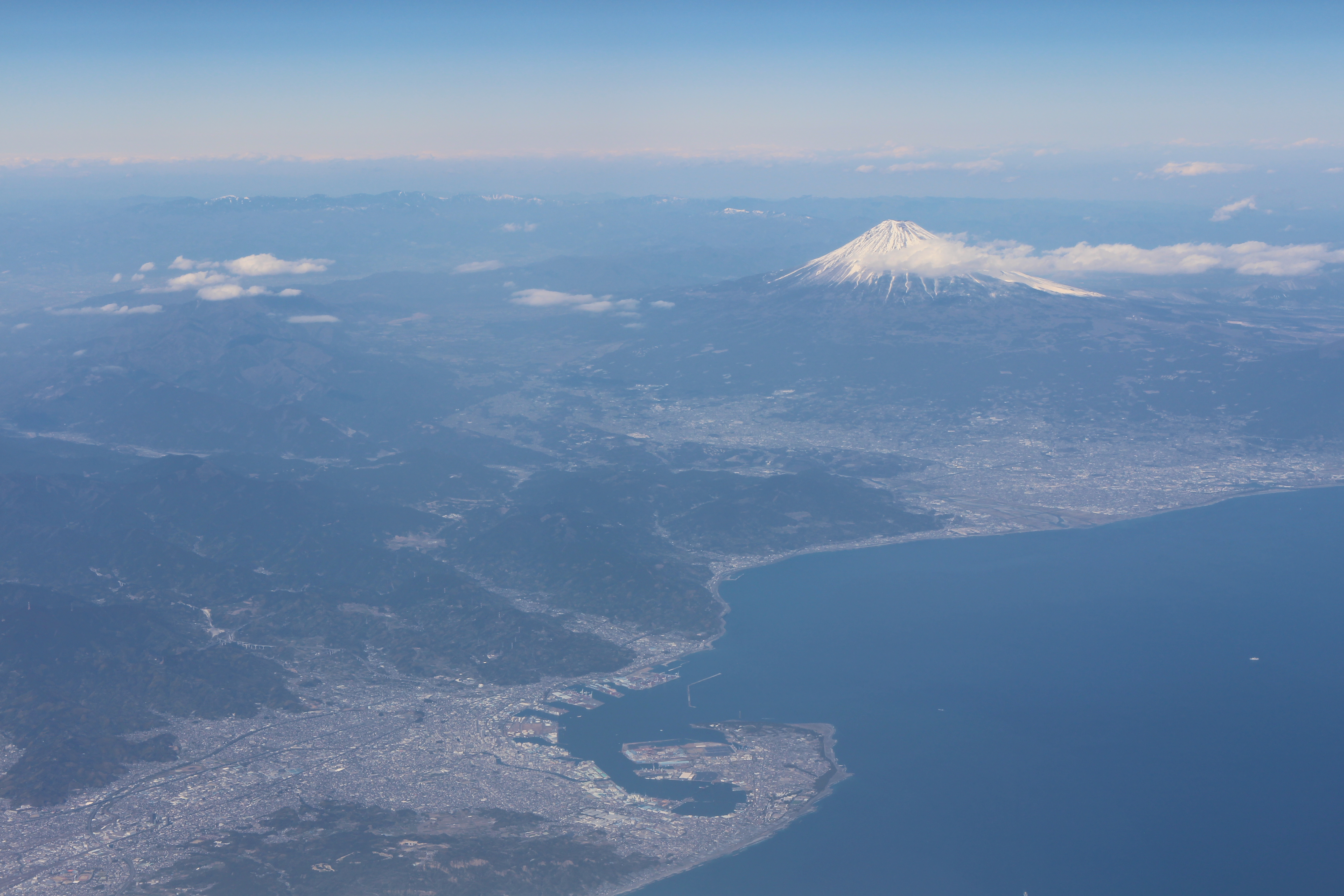
駿河湾南西より
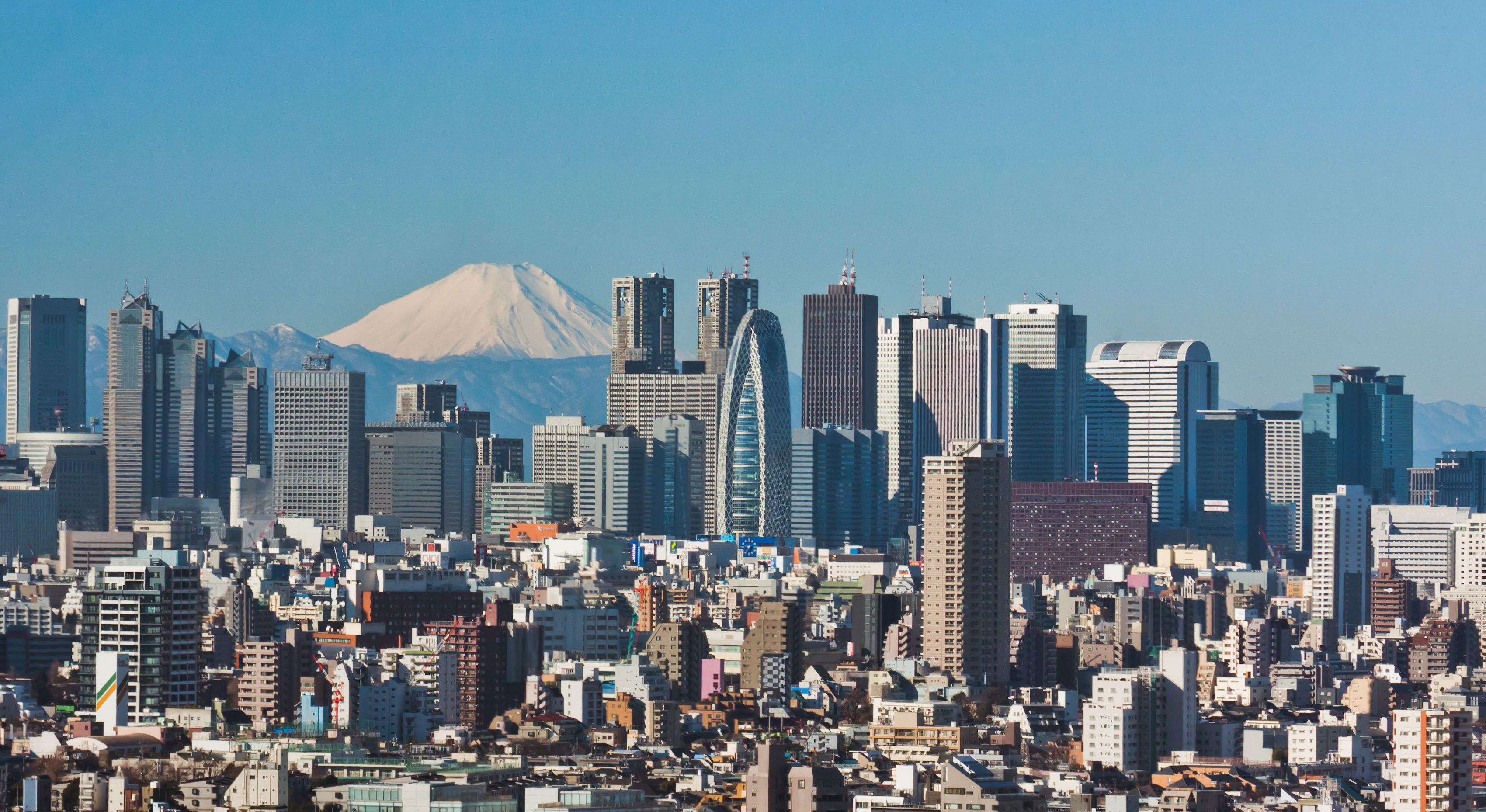
東北東の東京都心より
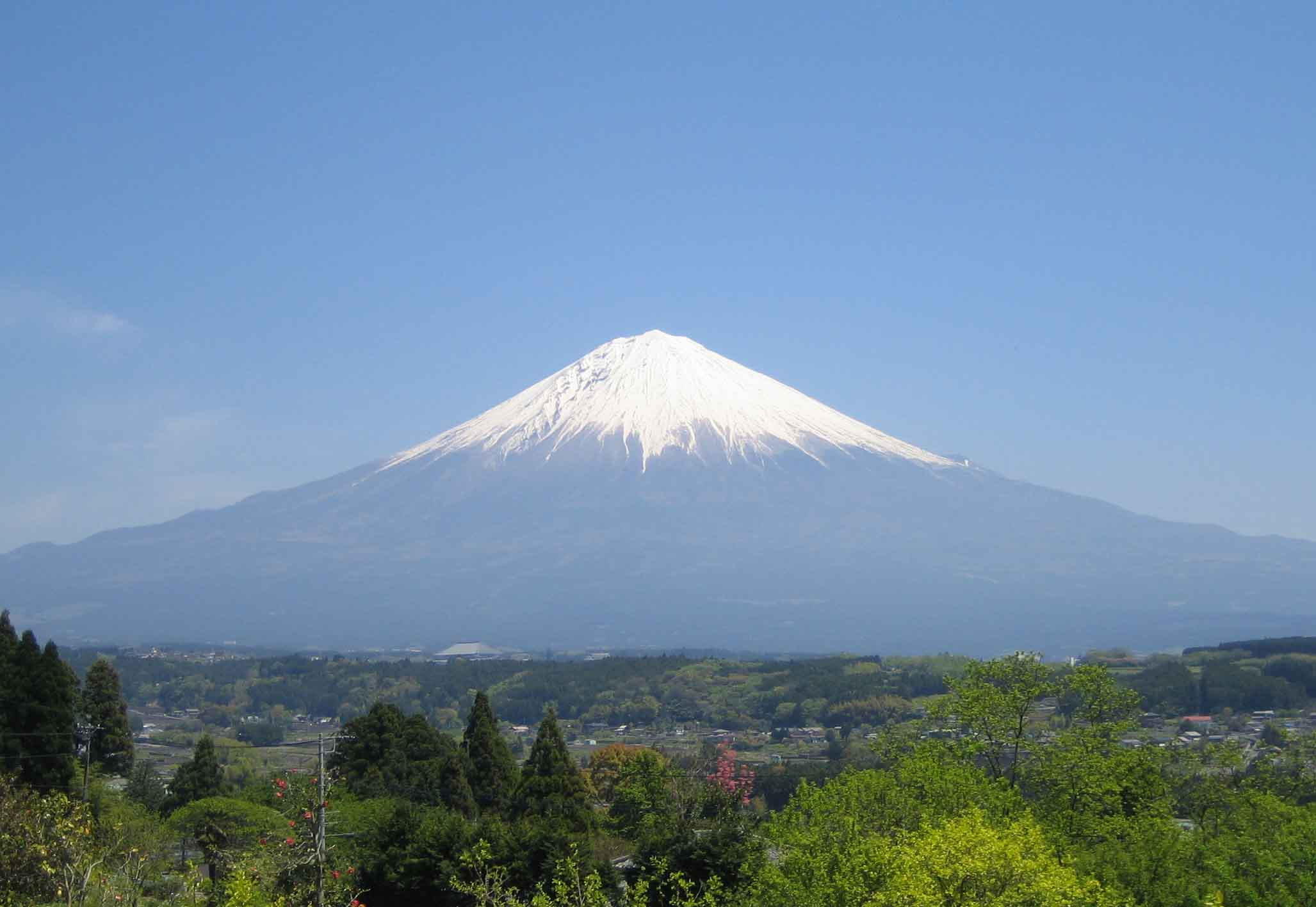
南西から剣ヶ峰を中央に望む[注釈 36]
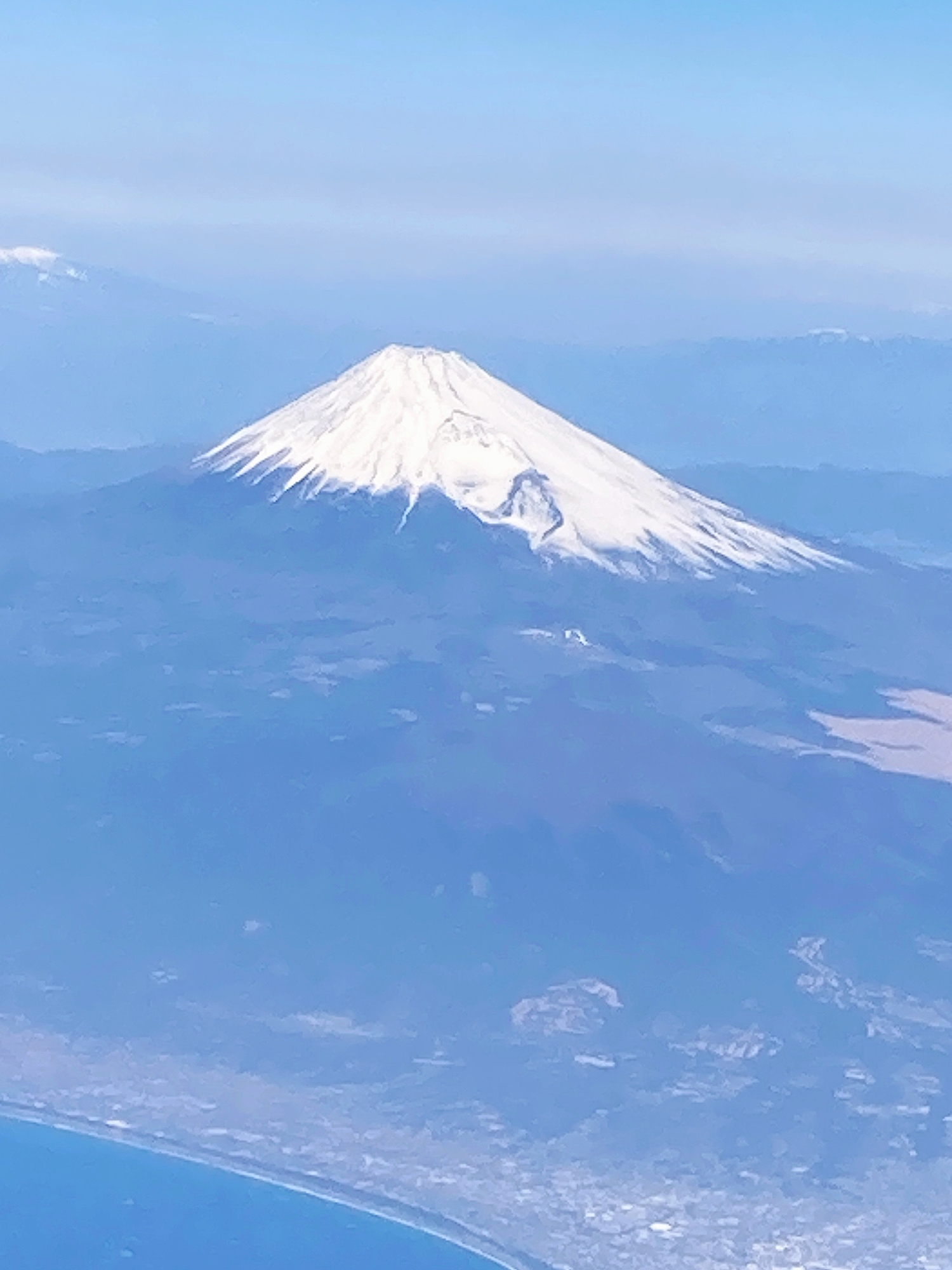
駿河湾上空から

- Commonsにアップロードされている富士山の画像